# Castello Sforzesco
Il Castello Sforzesco (in milanese Castell Sforzesch) è un grande complesso fortificato situato a Milano poco fuori dal centro storico della città.
Fu eretto nel XV secolo da Francesco Sforza, divenuto da poco Duca di Milano, sui resti di una precedente fortificazione medievale del XIV secolo nota come Castello di Porta Giovia  (o Zobia). Nella stessa area in cui sorgeva il Castello di Porta Giovia medievale era presente, in epoca romana, il Castrum Portae Jovis, una delle quattro fortificazioni difensive della Milano romana.
Notevolmente trasformato e modificato nel corso dei secoli, il Castello Sforzesco fu, tra il Cinquecento e il Seicento, una delle principali cittadelle militari d'Europa; restaurato in stile storicista da Luca Beltrami tra il 1890 e il 1905, è oggi sede di istituzioni culturali e di importanti musei. È uno dei più grandi castelli d'Europa nonché uno dei principali simboli di Milano e della sua storia assieme al Duomo.

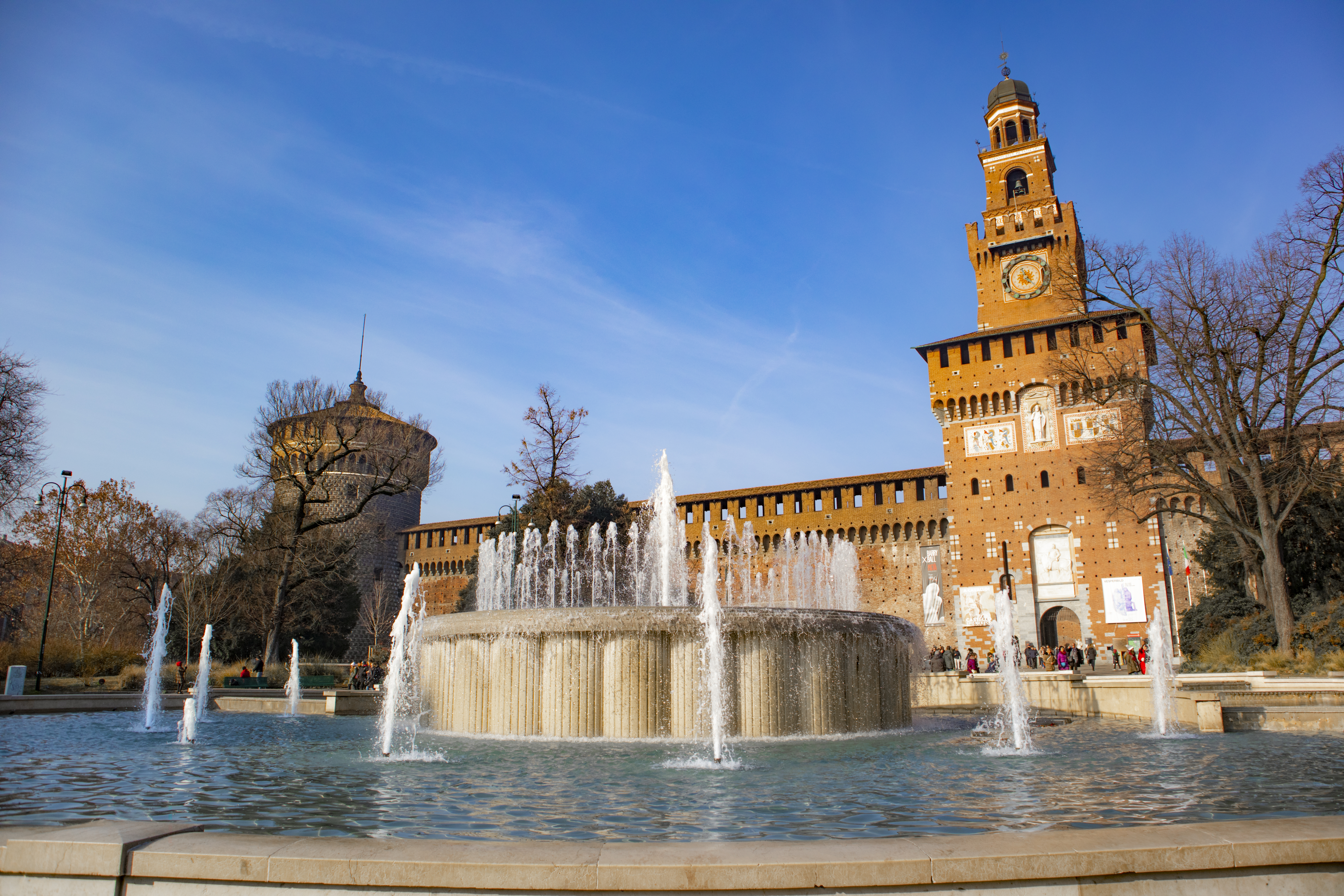
La fontana di fronte al Castello

## Storia

### Prima fortificazione

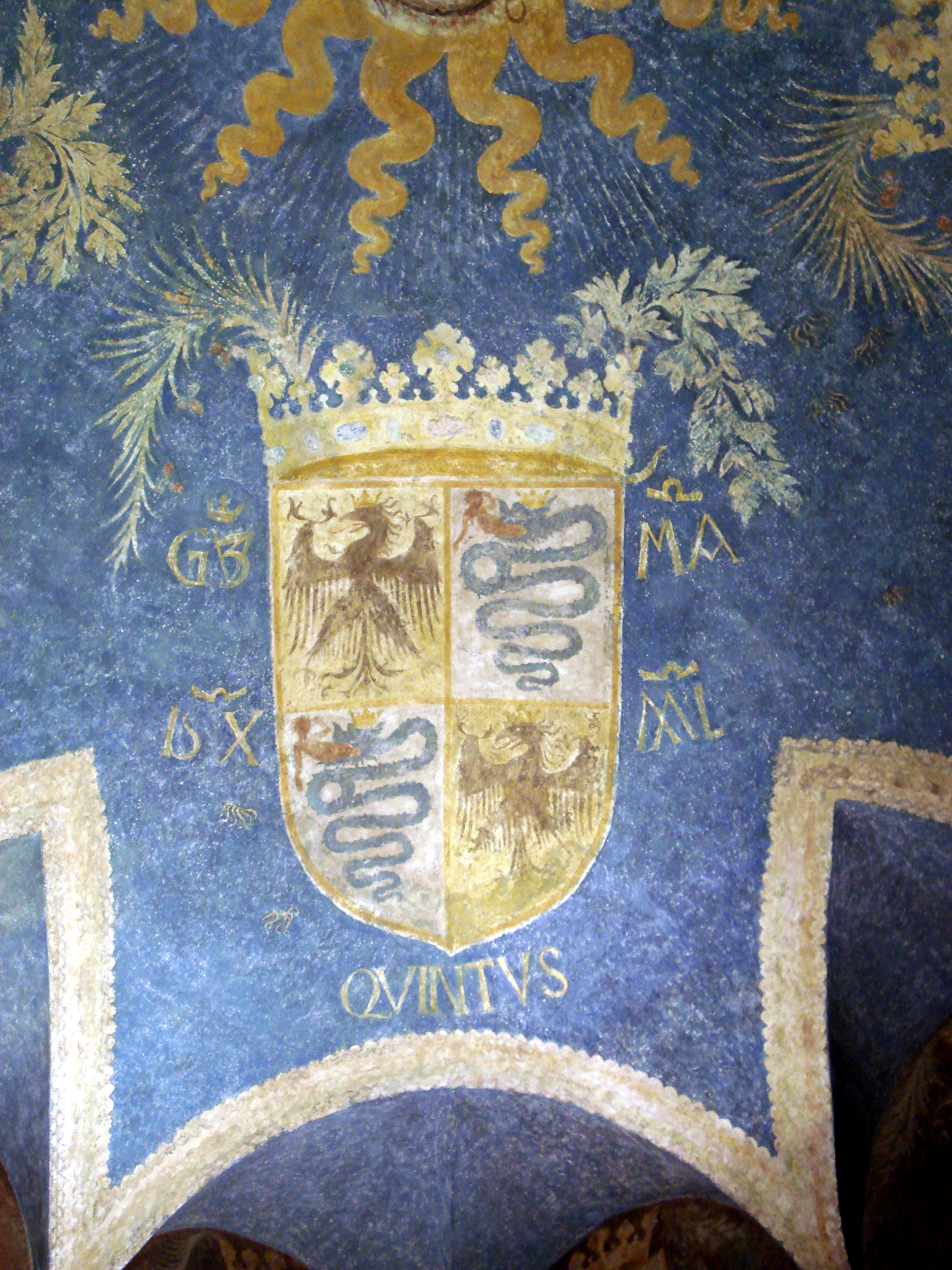
Stemma di Galeazzo Maria Sforza, dipinto su un soffitto del castello

La costruzione di una fortificazione con funzioni prettamente difensive fu avviata nella seconda metà del Trecento dalla dinastia viscontea, che deteneva la signoria di Milano da quasi un secolo, da quando nel 1277 l'arcivescovo Ottone Visconti aveva sconfitto nella battaglia di Desio e cacciato da Milano il precedente Signore, Napoleone della Torre. Nel 1354 l'arcivescovo Giovanni Visconti, morendo, lasciò in eredità il ducato ai tre nipoti Matteo II, Galeazzo II e Bernabò.
Tra il 1368 e il 1370 Galeazzo II Visconti fece costruire, a cavallo delle mura della città, in corrispondenza della Porta Giovia (o Zobia) una fortificazione detta Castello di Porta Giovia, dal nome di Porta Giovia romana, antico ingresso della cinta delle mura romane di Milano, che doveva a sua volta la sua denominazione a Giovio, soprannome dell'imperatore Diocleziano. In epoca romana, nella stessa area dove sarebbe sorto il Castello di Porta Giovia medievale, era presente l'omonimo Castrum Portae Jovis, uno dei quattro castelli difensivi della Milano romana.
Il Castrum Portae Jovis iniziò a rivestire, a partire dal 286, quando Milano diventò capitale dell'Impero romano d'Occidente, anche la funzione di Castra Praetoria, ovvero di caserma dei pretoriani, reparto militare che svolgeva compiti di guardia del corpo dell'imperatore. Tale zona era quindi il "Campo Marzio" di Milano, ovvero l'area consacrata a Marte, dio della guerra, che era utilizzata per le esercitazioni militari.

### I Visconti e gli Sforza

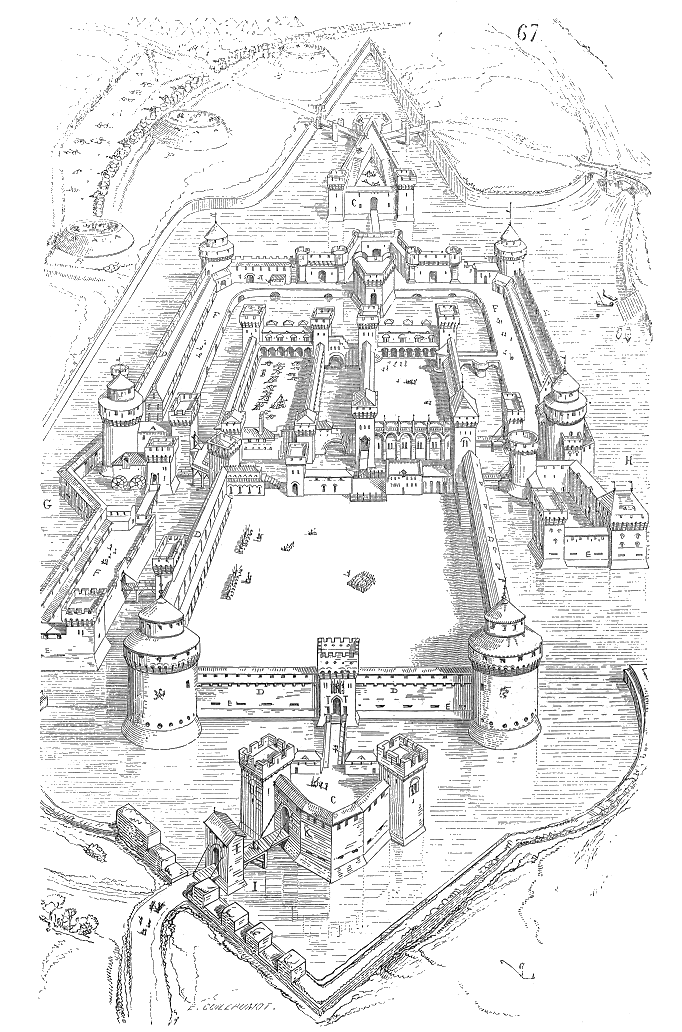
Il castello nel XVI secolo

Il medievale Castello di Porta Giovia venne ampliato dai suoi successori: Gian Galeazzo Visconti, che divenne nel 1395 il primo duca di Milano, Giovanni Maria e Filippo Maria, che per primo trasferì stabilmente nel castello la corte dal palazzo ducale che sorgeva presso il Duomo (l'odierno Palazzo Reale). Il risultato è stato un castello a pianta quadrata, con i lati lunghi 200 metri, e quattro torri agli angoli, di cui le due rivolte verso la città particolarmente imponenti, con muri perimetrali spessi 7 metri. La costruzione divenne così dimora permanente della dinastia viscontea, per essere poi distrutta nel 1447 dalla Aurea Repubblica Ambrosiana, costituita dai nobili milanesi dopo l'estinzione della dinastia viscontea alla morte senza eredi legittimi del duca Filippo Maria.
Fu il capitano di ventura Francesco Sforza, marito di Bianca Maria Visconti, ad avviarne la ricostruzione nel 1450 per farne la sua residenza dopo aver abbattuto la Repubblica ed essersi così impadronito di Milano. Senza un proprio blasone, Sforza mantenne come stemma del proprio casato la vipera viscontea.
Nella primavera del 1450 Francesco Sforza nominò Giovanni da Milano quale commissario per i lavori del nuovo Castello e Marcaleone da Nogarolo quale commissario per le provvisioni. L'inizio dei lavori, secondo alcuni storici, ebbe luogo il 1 luglio. Cinque mesi dopo furono completati i due tratti di mura della Ghirlanda verso Porta Comasina e Porta Vercellina e ci si accinse ad innalzare il lato verso il giardino e i due torrioni a base circolare del Carmine e di Santo Spirito, così chiamati in quanto rivolti verso la chiesa di Santa Maria del Carmine e di Santo Spirito (non più esistente). Nel febbraio del 1451 si realizzarono i battiponti e si spianarono le due piazze su cui in seguito sarebbero sorti i rivellini rivolti l'uno verso la città e verso il giardino. Per far fronte alla mancanza di liquidità causata dalla sottostima nel costo dei lavori, venne imposta a tutte le città del Ducato una tassa sul carreggio che poteva essere versata in natura o trasformata in denaro; il versamento, tuttavia, non veniva effettuato, veniva eseguito solo parzialmente o subiva spesso ritardi costringendo il duca a continue sollecitazioni. Vi fu anche qualche problema nel trasporto dei materiali da costruzione dal momento che il legname proveniva dai boschi di Cusago mentre la calce fin da Mergozzo per poi essere trasportata sul Toce, il Lago Maggiore, il Ticino e quindi attraverso il Naviglio Grande giungendo a Milano dopo aver percorso più di 110 km. Infine, nell'estate del 1451 i lavori furono funestati da un'epidemia di peste. In ottobre venne completata la Torre Castellana, ovvero quella della Rocchetta, e si insediò il nuovo castellano Foschino Attendolo.
Nel 1452 Filarete e Jacopo da Cortona vennero ingaggiati dal duca per la costruzione e la decorazione della torre mediana, che tuttora viene chiamata Torre del Filarete. Tra il primo e gli ingegneri milanesi nacquero ben presto screzi dovuti all'altezzosità del primo (che sviliva gli ingegneri ducali chiamandoli muratori) e alla sua ostinazione nel voler decorare la torre con terrecotte e beccatelli in marmo, rallentando l'andamento dei lavori. Lo stesso anno vennero realizzati i fossati. Più tardi ai due successe l'architetto militare Bartolomeo Gadio. Alla morte di Francesco Sforza, gli successe il figlio Galeazzo Maria che fece continuare i lavori dall'architetto Benedetto Ferrini. In questi anni fu avviata una grande campagna di affreschi delle sale della corte ducale, affidata ai pittori del ducato, di cui l'esempio più pregevole è la cappella ducale cui lavorò Bonifacio Bembo. Nel 1476, sotto la reggenza di Bona di Savoia, fu costruita la torre omonima.
Nel 1494 salì al potere Ludovico il Moro e il castello divenne sede di una delle corti più ricche e fastose d'Europa. Alla decorazione degli ambienti furono chiamati artisti come Leonardo da Vinci (che affrescò diverse sale dell'appartamento ducale, insieme a Bernardino Zenale e Bernardino Butinone) e Bramante (forse per una ponticella per collegare il castello alla cosiddetta strada coperta), mentre molti pittori affrescarono la Sala della Balla illustrando le gesta di Francesco Sforza. Di Leonardo resta in particolare la pittura di Intrecci vegetali con frutti e monocromi di radici e rocce nella Sala delle Asse, del 1498, mentre nulla rimane del colossale monumento equestre a Francesco Sforza, distrutto dai soldati Francesi prima di essere completato.
Negli anni a seguire il castello fu infatti danneggiato dai continui attacchi che francesi, milanesi e truppe germaniche si scambiarono; fu aggiunto un baluardo allungato chiamato "tenaglia" che dà il nome alla porta vicina e progettato forse da Cesare Cesariano, ma nel 1521 la Torre del Filarete crollò perché un soldato francese fece per errore esplodere una bomba dopo che la torre era stata adibita ad armeria. Ritornato al potere e al castello, Francesco II Sforza ristrutturò e ampliò la fortezza, adibendone una parte a sontuosa dimora della moglie Cristina di Danimarca.

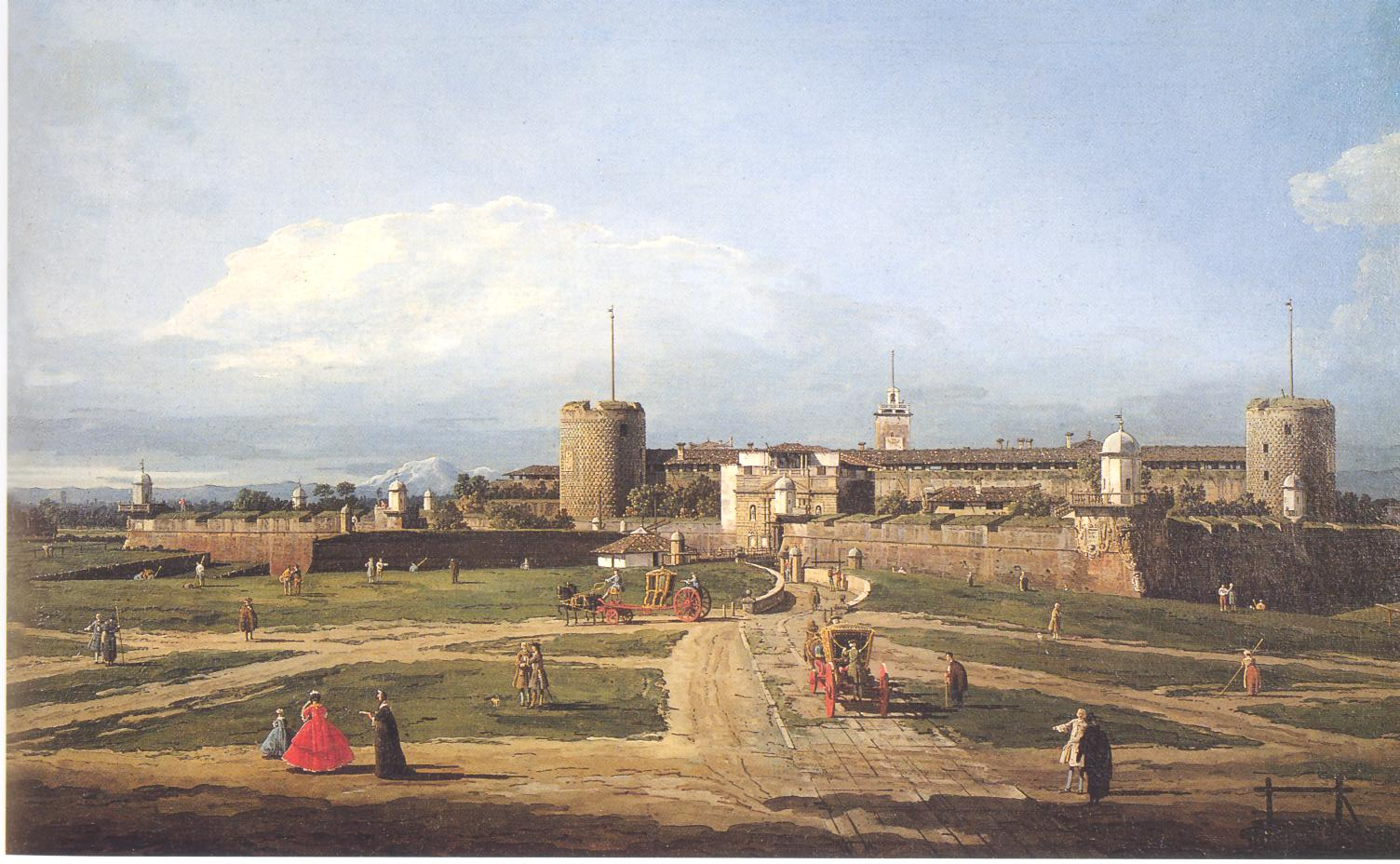
Bernardo Bellotto
Castello Sforzesco di Milano, 1750 circa

### Dagli Sforza, agli spagnoli e agli Asburgo
Dopo la morte di Francesco II nel 1535 e la conseguente fine del Ducato, il castello fu ceduto nel 1536 dal conte Massimiliano Stampa, deputato castellano per il duca Francesco II, al re di Spagna Carlo V in seguito a una convenzione stipulata a Bologna: nel febbraio del 1531, infatti, il capitano Giovanni di Mercado aveva ceduto il castello al conte Stampa sotto il giuramento che lo Stampa lo avrebbe a sua volta ceduto solo ed esclusivamente al «Sacratissimo et Invictissimo Carolo Quinto de' Romani Imperatore» ovvero ai suoi successori nel Sacro Romano Impero.
La cessione del castello segnò la fine di un lungo periodo di guerre e mutamenti politici: in trentasei anni dalla caduta di Ludovico il Moro si erano infatti succeduti nove diversi governi: prima i Guasconi di Luigi XII (1500), poi i tedeschi e gli svizzeri comandati da Ascanio Sforza; nuovamente i francesi dopo la presa di Novara; nel 1512 i mercenari svizzeri capitanati dal Cardinale di Sion Matteo Schiner in nome della Lega Santa fino al ritorno dei francesi di Francesco I (1515); nel 1525 l'arrivo delle truppe spagnole di Fernando Francesco d'Avalos, Marchese di Pescara, che abbandonavano il castello sei anni dopo per riprenderlo definitivamente dopo il breve dominio degli ultimi Sforza, Massimiliano e Francesco II.
Passato così sotto il dominio spagnolo del governatore Antonio de Leyva (1480-1536), il castello perse il ruolo di dimora signorile, che passò al Palazzo Ducale, e divenne il fulcro della nuova cittadella, sede delle truppe militari iberiche: la guarnigione era una delle più grandi d'Europa, variabile da 1000 a 3000 uomini, con a capo un castellano spagnolo.

Nel 1550 cominciarono i lavori per il potenziamento delle fortificazioni, con l'aiuto di Vincenzo Seregni: fu costruito un nuovo sistema difensivo di pianta prima pentagonale e poi esagonale (tipica della fortificazione alla moderna): una stella a sei punte portate poi a 12 con l'aggiunta di apposite mezzelune. Le difese esterne raggiunsero così la lunghezza complessiva di 3 km, e coprivano un'area di circa 25,9 ettari. Le antiche sale affrescate furono adibite a falegnameria e a dispense, mentre nei cortili furono costruiti pollai in muratura.
All'inizio del Seicento l'opera fu completata con fossati, che separarono completamente il castello dalla città, e la "strada coperta".
Quando la Lombardia passò dalla Spagna agli Asburgo d'Austria, per mano del grande generale Eugenio di Savoia, il castello conservò la propria destinazione militare. L'unica nota artistica del dominio austriaco è la statua di San Giovanni Nepomuceno, protettore dell'esercito austriaco, posta nel cortile della Piazza d'armi.

### Modifiche napoleoniche

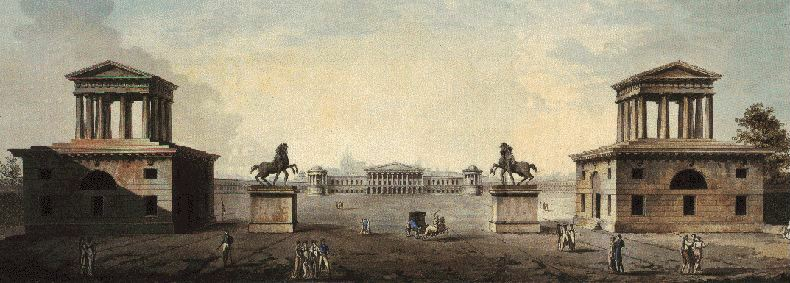
Il progetto dell'Antolini (lato Milano)

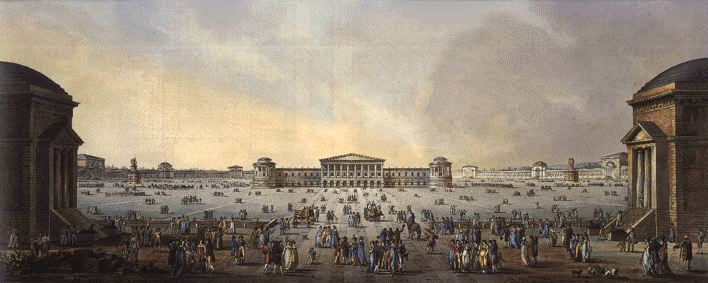
Il progetto dell'Antolini (lato Porta Sempione)

Con l'arrivo in Italia di Napoleone, l'Arciduca Ferdinando d'Austria abbandonò il 9 maggio 1796 la città, lasciando al Castello una guarnigione di 2.000 soldati, sotto il comando del tenente colonnello Lamy, con 152 cannoni e buone scorte di polvere, fucili e foraggiamenti. Respinto un primo, velleitario, attacco di un gruppo di Milanesi filo-giacobini, subì l'assedio francese, protratto dal 15 maggio alla fine di giugno. In un primo tempo Napoleone ordinò di ripristinarne le difese, per alloggiarvi una guarnigione di 4000 uomini. Nell'aprile 1799 questa dovette subire l'assedio delle rientranti truppe austro-russe ma, già un anno dopo, all'indomani di Marengo, il dominio francese venne ristabilito.
Già nel 1796 era stata presentata una prima petizione popolare che richiedeva l'abbattimento del castello inteso come simbolo della '"antica tirannide". Con decreto del 23 giugno 1800 Napoleone ne ordinò, in effetti, la totale demolizione. Essa venne realizzata a partire dal 1801, solo in parte per le torri laterali e totalmente per i bastioni spagnoli esterni al palazzo sforzesco, di fronte a una popolazione esultante.
Nel 1801 venne presentato dall'architetto Antolini un progetto per il rimaneggiamento del castello in forme vistosamente neo-classiche, con un atrio a dodici colonne e circondato dal primo progetto di Foro Buonaparte: una piazza circolare di circa 570 metri di diametro, circondata da una sterminata serie di edifici pubblici di forme monumentali (le Terme, il Pantheon, il Museo Nazionale, la Borsa, il Teatro, la Dogana), collegati da portici sui quali si sarebbero aperti magazzini, negozi ed edifici privati. Il progetto fu respinto da Napoleone, il 13 luglio dello stesso anno, perché troppo costoso e, in effetti, sproporzionato per una città di circa 150.000 abitanti.
Venne quindi ripreso in considerazione un secondo progetto, presentato dal Canonica, che limitava l'intervento alla sola parte rivolta verso l'attuale via Dante (che porta comunque il nome dell'ambizioso progetto: Foro Bonaparte) mentre la vasta area retrostante venne adibita a piazza d'armi, coronata, anni più tardi, dall'Arco della Pace, opera del Cagnola, a quel tempo dedicato a Napoleone.

### Dopo Napoleone

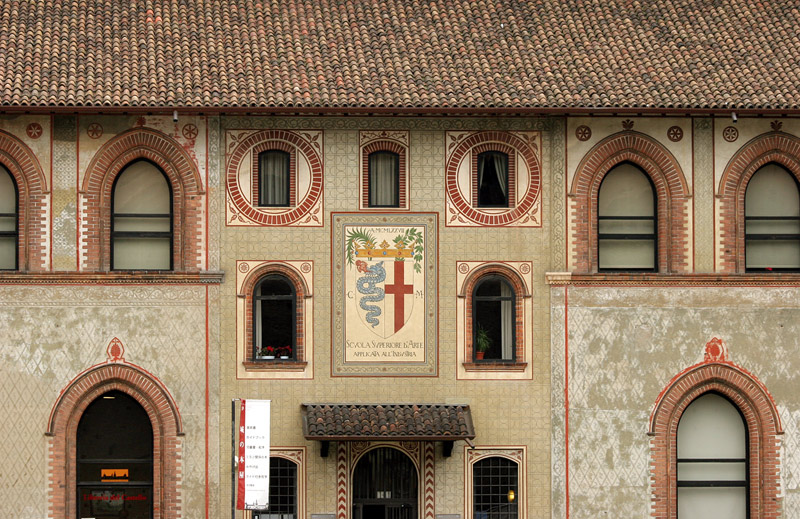
Particolare della facciata interna, opera del Beltrami

Pochi anni a seguire, nel 1815, Milano e il Regno Lombardo-Veneto, furono annessi nell'Impero d'Austria, sotto il dominio dagli austriaci del Bellegarde e il castello, arricchito di cortine, passaggi, prigioni e fossati, divenne tristemente famoso perché durante la rivolta dei milanesi nel 1848 (le cosiddette Cinque giornate di Milano), il maresciallo Radetzky darà ordine di bombardare la città proprio con suoi cannoni. 
Durante i tragici avvenimenti delle guerre d'indipendenza italiane, gli austriaci si ritirarono per qualche tempo e i milanesi ne approfittarono per smantellare parte delle difese rivolte verso la città. Quando nel 1859 Milano è definitivamente sabauda e dal 1861 parte del Regno d'Italia, la popolazione invade il castello saccheggiandolo in segno di rivalsa.
Circa venti anni dopo il castello fu oggetto di dibattito: molti milanesi proposero di abbatterlo per dimenticare i secoli di giogo militare e soprattutto per costruire un quartiere residenziale. Tuttavia la cultura storica prevalse e l'architetto Luca Beltrami sottopose il Castello ad un diffuso restauro, quasi una ricostruzione, che ebbe come scopo farlo tornare alle forme della signoria degli Sforza. Il restauro ebbe termine nel 1905, con l'inaugurazione della Torre del Filarete, ricostruita sulla base dei disegni del XVI secolo e dedicata a re Umberto I assassinato pochi anni prima. La torre costituisce anche il fondale prospettico della nuova via Dante.
Nel 1912 muore Luigia Morelli di Popolo, vedova del conte Galeazzo Visconti (1824-1906). Nel suo testamento lasciò la somma di lire 100'000 affinché una sala dei musei del castello fosse dedicata al defunto marito e accogliesse la collezione dei ritratti della di lui famiglia; ciò che fu eseguito.

Nella vecchia piazza d'armi vengono inoltre messe a dimora centinaia di piante del nuovo polmone verde cittadino, il Parco del Sempione, giardino paesaggistico in stile inglese. Il Foro Bonaparte è ricostruito a scopo residenziale anteriormente al castello.

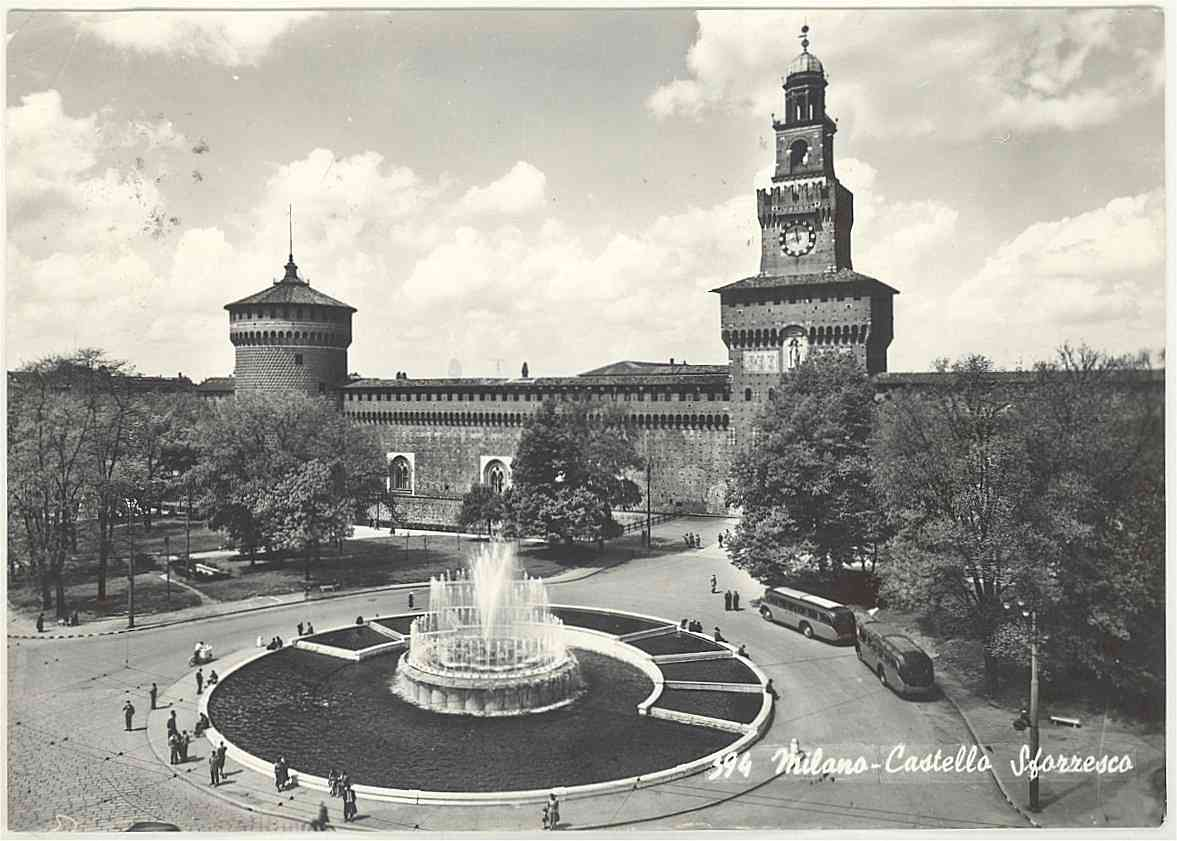
Il Castello nel 1958

### XX secolo
Nel 1977 gli sgraffiti presenti sulla facciata interna (opera del Beltrami) vennero restaurati da Valeriano Dalzini, sotto la direzione dei lavori di Franco Milani.
Nel corso del XX secolo il castello venne danneggiato e ristrutturato dopo la seconda guerra mondiale; nel 1999 fu ricostruita in piazza Castello la grande fontana, ispirata a quella precedentemente installata nel 1936, che era stata smantellata negli anni sessanta durante i lavori per la costruzione della prima linea della metropolitana e per decenni non ricostruita.

Il Castello Sforzesco all'inizio del XX secolo

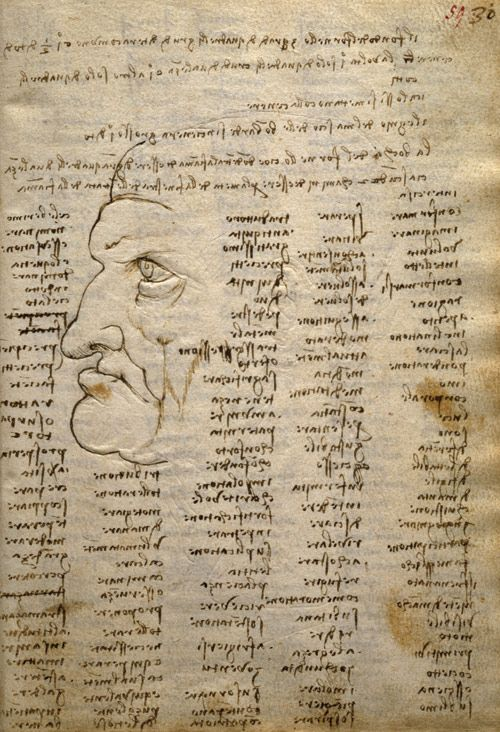
Codice Trivulziano di Leonardo da Vinci conservato presso la Biblioteca Trivulziana

A seguito dei restauri, è divenuto sede di numerose istituzioni culturali. Nel passato ha ospitato:
- la Galleria d'arte moderna (dal 1903 al 1920)
- la Scuola superiore d'Arte applicata all'Industria del Castello Sforzesco (dal 1906 al 1999)

Attualmente il complesso ospita:
- Pinacoteca del Castello Sforzesco: conserva una ricchissima collezione di dipinti, tra cui opere di Filippo Lippi, Antonello da Messina, Andrea Mantegna, Canaletto, Correggio, Tiepolo
- Museo archeologico, nelle due sezioniː Museo della Preistoria e Museo egizio
- Museo d'arte antica
- Museo Pietà Rondanini - Michelangelo
- Museo degli strumenti musicali
- Museo dei Mobili e delle Sculture Lignee
- Civiche Raccolte d'Arte Applicata
- Raccolte Extraeuropee
- Archivio Storico Civico e Biblioteca Trivulziana, che conserva fra l'altro il Codice Trivulziano di Leonardo da Vinci
- Biblioteca d'Arte
- Civico Archivio Fotografico di Milano
- Civica raccolta delle stampe Achille Bertarelli
- Civico Gabinetto dei Disegni
- Libreria del Castello
- CASVA (Centro di Alti Studi sulle Arti Visive)

nonché numerose mostre temporanee.
Nel 2005 si è concluso l'ultimo restauro dei cortili e delle sale.

## Descrizione
Demolita, come si è detto, nel corso dell'Ottocento, la cinta di fortificazioni più esterna, detta "Ghirlanda", ciò che oggi si vede del castello è la parte più antica, di edificazione trecentesca e quattrocentesca. Questa struttura ha pianta quadrata, con lati della lunghezza di duecento metri circa. I quattro angoli sono costituiti da torri, ciascuna orientata secondo uno dei punti cardinali. Le torri Sud e Est, che incorniciano la facciata principale verso il duomo, hanno forma cilindrica, mentre le altre due, che incorniciano la facciata verso il parco, hanno pianta quadrata e sono dette "Falconiera" la Nord e "Castellana" la Ovest. 
L'intero perimetro del castello è ancora circondato dall'antico fossato, oggi non più allagato.
La facciata che prospetta verso il centro della città fu edificata alla metà del Quattrocento durante la ricostruzione voluta dal Duca Francesco. Di tale periodo conservano il loro aspetto originario le due torri laterali a pianta rotonda, rivestite di bugnato a punta di diamante, che furono utilizzate nel corso dei secoli come prigioni, e dalla fine dell'Ottocento ospitano cisterne dell'acquedotto. Al loro interno si conservano ancora tracce delle segrete dove venivano imprigionati i patrioti durante il periodo risorgimentale. Le merlature medioevali sono frutto del restauro ottocentesco; esse erano state infatti abbattute per far posto ai grandi cannoni e alle altre artiglierie che erano issate sulle torri, rivolte a minacciare la città nei secoli in cui il castello ospitava la guarnigione austriaca, come si può vedere dai dipinti dell'epoca.

### La torre del Filarete

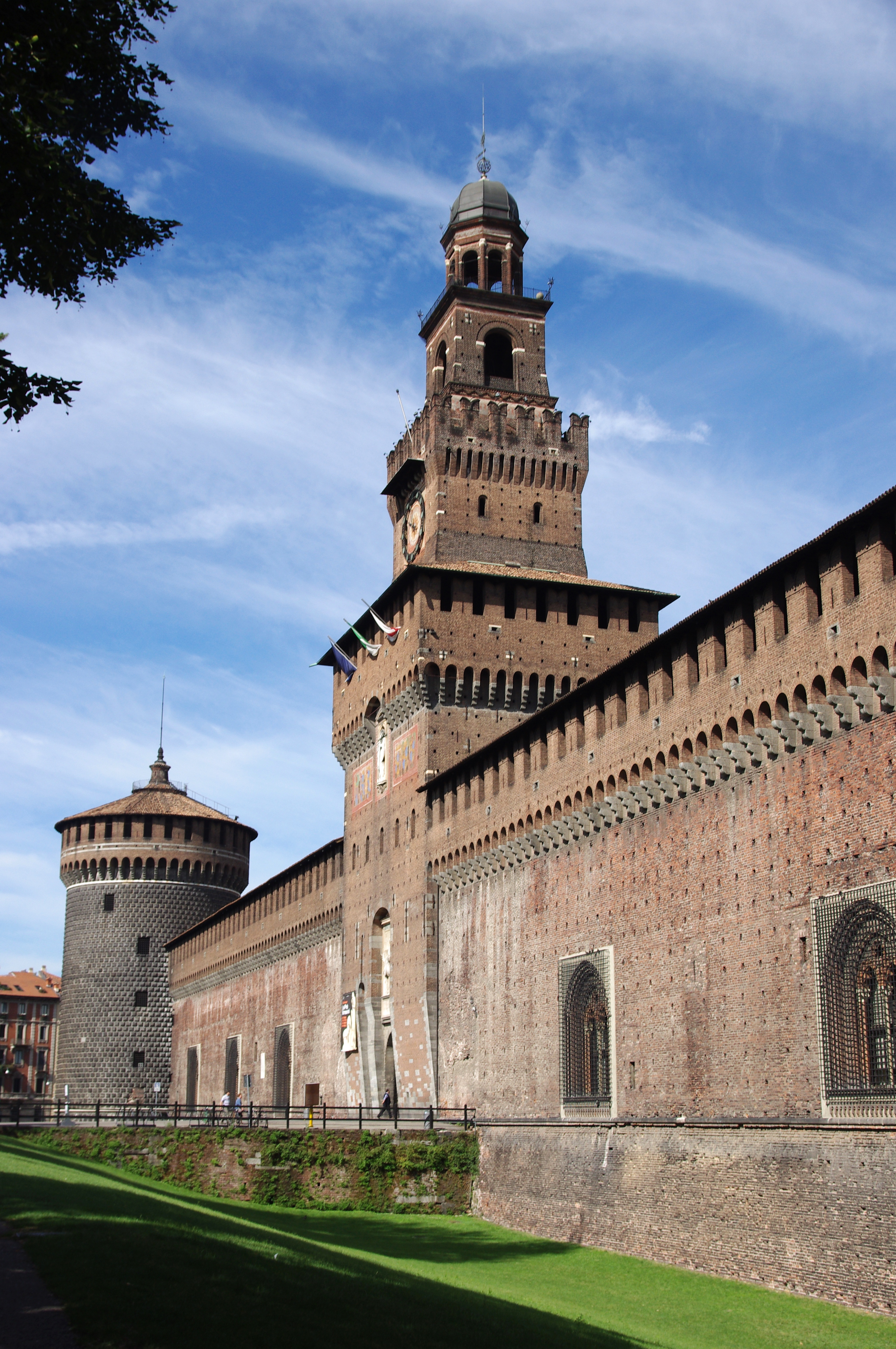
La Torre del Filarete

La torre centrale, la più alta del castello, che ne costituisce l'ingresso principale, è detta Torre del Filarete, dal nome dell'architetto toscano chiamato a progettarla dal duca Francesco I. Distrutta da uno scoppio all'inizio del XVI secolo, fu ricostruita nei primi anni del Novecento sul luogo originale. La ricostruzione fu affidata all'architetto Luca Beltrami, e avvenne sulla base di raffigurazioni antiche quali furono rinvenute nello sfondo di una Madonna con Bambino di scuola leonardesca oggi custodito all'interno del Castello, e di un antico affresco presente nella Cascina Pozzobonelli, oltre che sull'esempio di costruzioni coeve quali la torre del Castello Sforzesco di Vigevano.
Nella struttura ricalca infatti gli elementi di quest'ultima, pur essendo edificata con proporzioni differenti che le conferiscono un aspetto più massiccio. Il poderoso maschio che ne costituisce la base, a pianta quadrata, è sormontato da un'alta fascia di merlature aggettante su mensole in pietra, che reggono i merli a coda di rondine. Su questo corpo, coperto da un tetto, se ne eleva un secondo più stretto, sempre terminante a merli ghibellini, sul quale Beltrami disegnò un orologio con al centro la cosiddetta "razza" viscontea, sole radiante che costituisce l'impresa di Gian Galeazzo Visconti, primo duca di Milano. Segue un terzo corpo, sempre a base quadrangolare, con un'arcata a tutto sesto che si apre al centro di ogni lato che permette di vedere le campane contenute.
A coronamento di tutto, una loggetta ottagonale sorregge un cupolino tondeggiante. A decorazione della torre fu posto, immediatamente sopra l'arcone d'ingresso, un bassorilievo in marmo di Candoglia con re Umberto I a cavallo, il sovrano assassinato presso la reggia di Monza nel 1900, cui fu dedicata la torre alla sua inaugurazione di tre anni successiva. Al di sopra è invece una statua di sant'Ambrogio nella sua iconografia tradizionale con le vesti arcivescovili e la frusta, affiancato dagli stemmi dei sei duchi di Milano della dinastia sforzesca: Francesco I, Galeazzo Maria, Gian Galeazzo, Ludovico il Moro, Massimiliano e Francesco II.

### La fronte posteriore e la "ponticella di Ludovico il Moro"

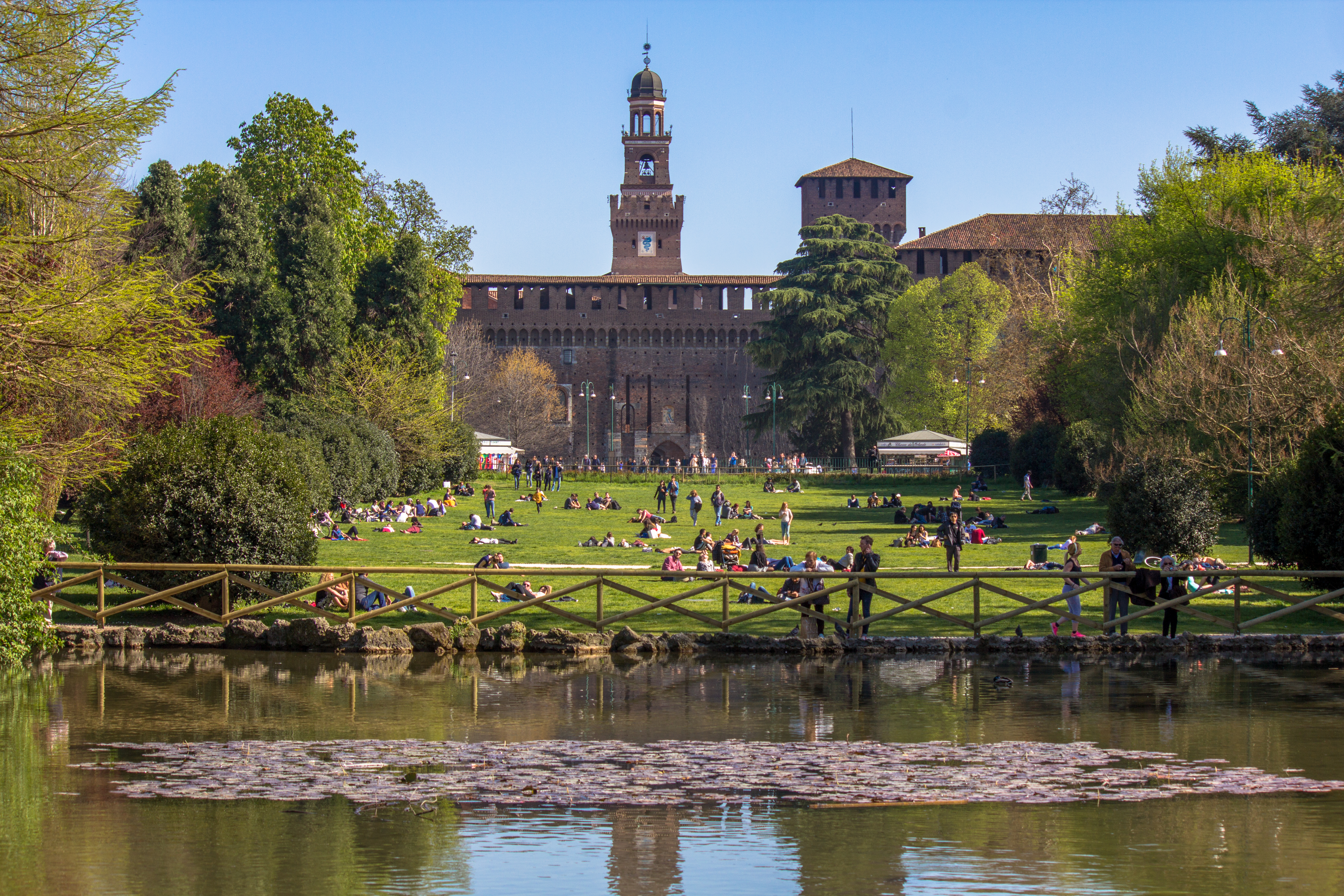
Il fronte posteriore su Parco Sempione

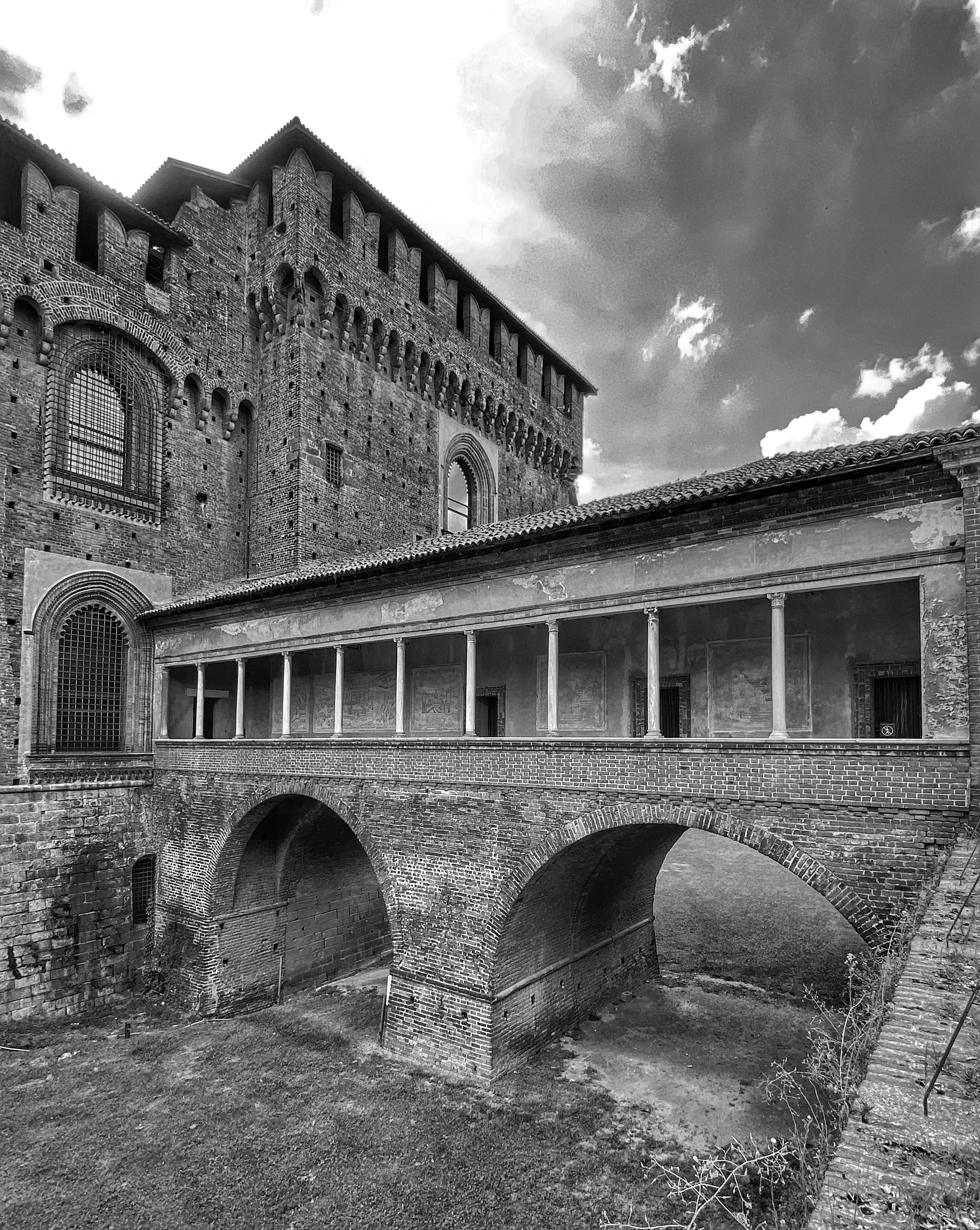
La Ponticella di Ludovico il Moro, attribuita a Donato Bramante

La facciata posteriore è la più antica, trovandosi in corrispondenza dei fabbricati di epoca trecentesca innalzati da Galeazzo Visconti. È divisa in due dalla Porta del Barco, come era detta la zona boschiva situata nell'area dell'attuale corso Sempione, adibita a riserva di caccia.
Sul fianco destro del Castello si apre la Porta dei Carmini, mentre più indietro si trova la cosiddetta Ponticella di Ludovico il Moro, una struttura a ponte che collegava gli appartamenti ducali alle mura esterne oggi scomparse. Le sue linee esterne, di purezza geometrica e grazia rinascimentale, si staccano nettamente dal resto della costruzione. Il suo progetto è infatti attribuito, pur senza riscontri certi, a Donato Bramante, che fu alla corte del Moro dalla fine degli anni settanta del Quattrocento. La sua fronte principale è costituita da una lunga loggia che ne occupa l'intera lunghezza, con un'alta trabeazione retta da esili colonnette in pietra liscia. In una delle tre salette di questo ponte, narrano le cronache dell'epoca, si rinchiudeva spesso Ludovico per piangere in solitudine la morte dell'amatissima moglie Beatrice d'Este, chiamata poi per questo motivo Saletta Negra. Delle decorazioni commissionate a Leonardo da Vinci oggi non rimane che una lastra di marmo nero con una desolata scritta in latino: Triste diventa in fine ogni cosa che fu giudicata dai mortali felice.
Sul fianco sinistro, oltre la Porta di Santo Spirito, si trovano invece i resti di un rivellino che apparteneva alle fortificazioni della Ghirlanda, i cui resti sono in parte visibili anche nel lato prospettante il Parco Sempione.

### La piazza d'armi
Il quadrilatero attuale del castello racchiude tre corti distinte: l'ampia piazza d'armi, così detta perché destinata ad accogliere le truppe di stanza nel castello, il cortile della rocchetta e la corte ducale, che costituivano invece l'effettiva residenza dei duchi prima, e poi dei governatori. Le due corti sono separate dalla piazza d'armi dal fossato morto, parte dell'antico fossato medievale in corrispondenza del quale sono le fondazioni del castello di porta Giovia.

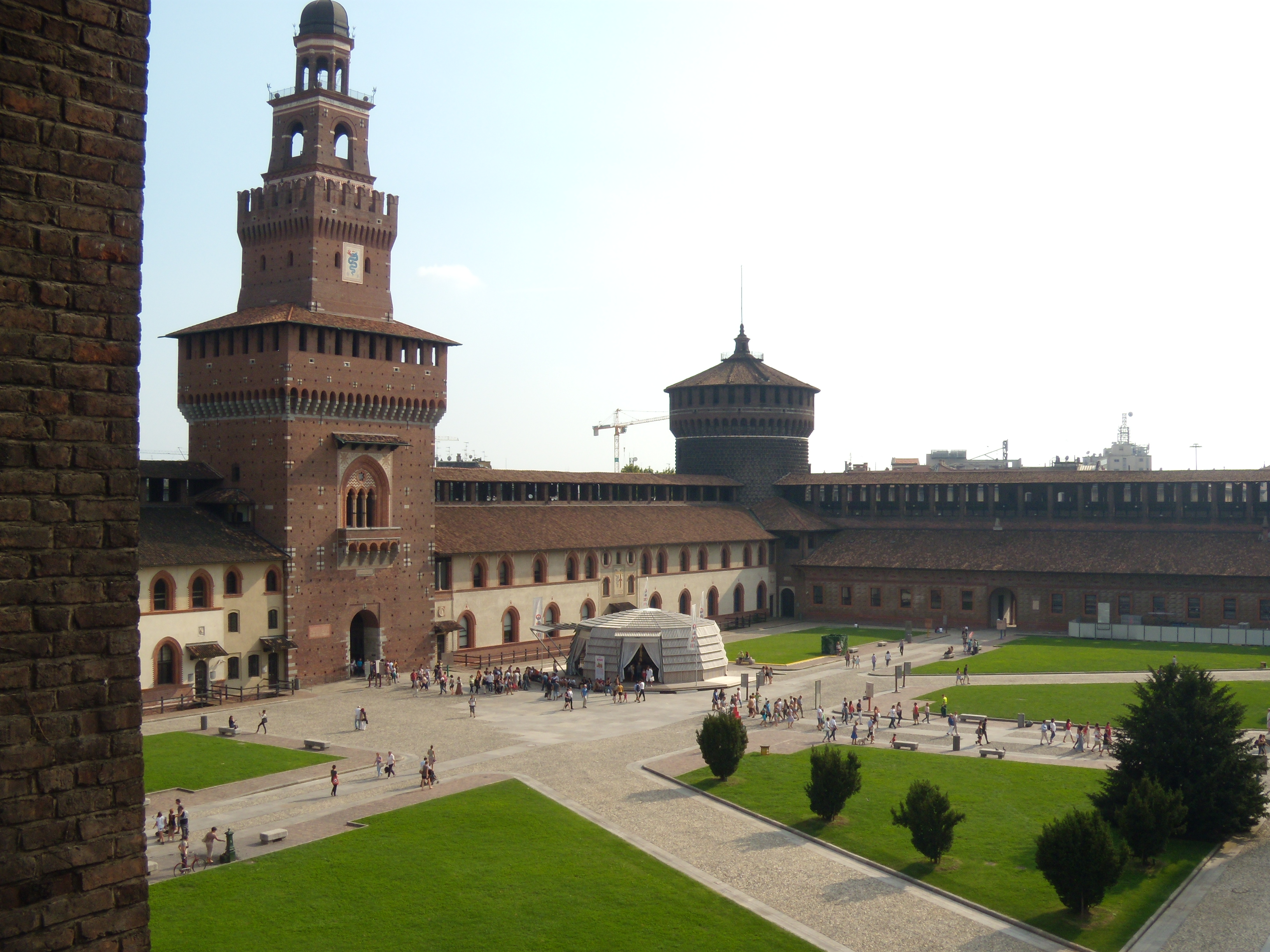
Corte Maggiore o Piazza d'armi con la Torre del Filarete

Il lato sinistro della piazza d'armi è occupato dal cosiddetto Ospedale spagnolo, fabbricato costruito nel 1576 per il ricovero dei castellani infetti da peste, restaurato nel corso del 2015 allo scopo di trasferirvi la Pietà Rondanini di Michelangelo. Il lato destro della piazza è invece adibito ad esposizione di reperti della Milano di epoca rinascimentale. In particolare sono stati qui rimontati i prospetti di due edifici quattrocenteschi demoliti all'inizio del novecento. Il prospetto sulla destra della porta dei carmini, con un portico a colonne e due sovrastanti piani con finestre ad arco, proviene dalla Malastalla, come erano dette le antiche prigioni milanesi, soprattutto destinate agli insolventi, poste in Via Orefici, soppresse nel 1787 quando i carcerati furono trasferiti nel Palazzo del Capitano di Giustizia. Il prospetto con le sue originali decorazioni in cotto fu qui trasferito negli anni trenta a seguito della demolizione dell'antico fabbricato delle prigioni. Il prospetto a fianco invece apparteneva ad una dimora quattrocentesca di Via Bassano Porrone, distrutta nel 1902 con la risistemazione del Cordusio.
Al centro della piazza d'armi è la statua barocca di san Giovanni Nepomuceno, voluta dall'ultimo castellano della fortezza, Annibale Visconti di Brignano, nel 1729.

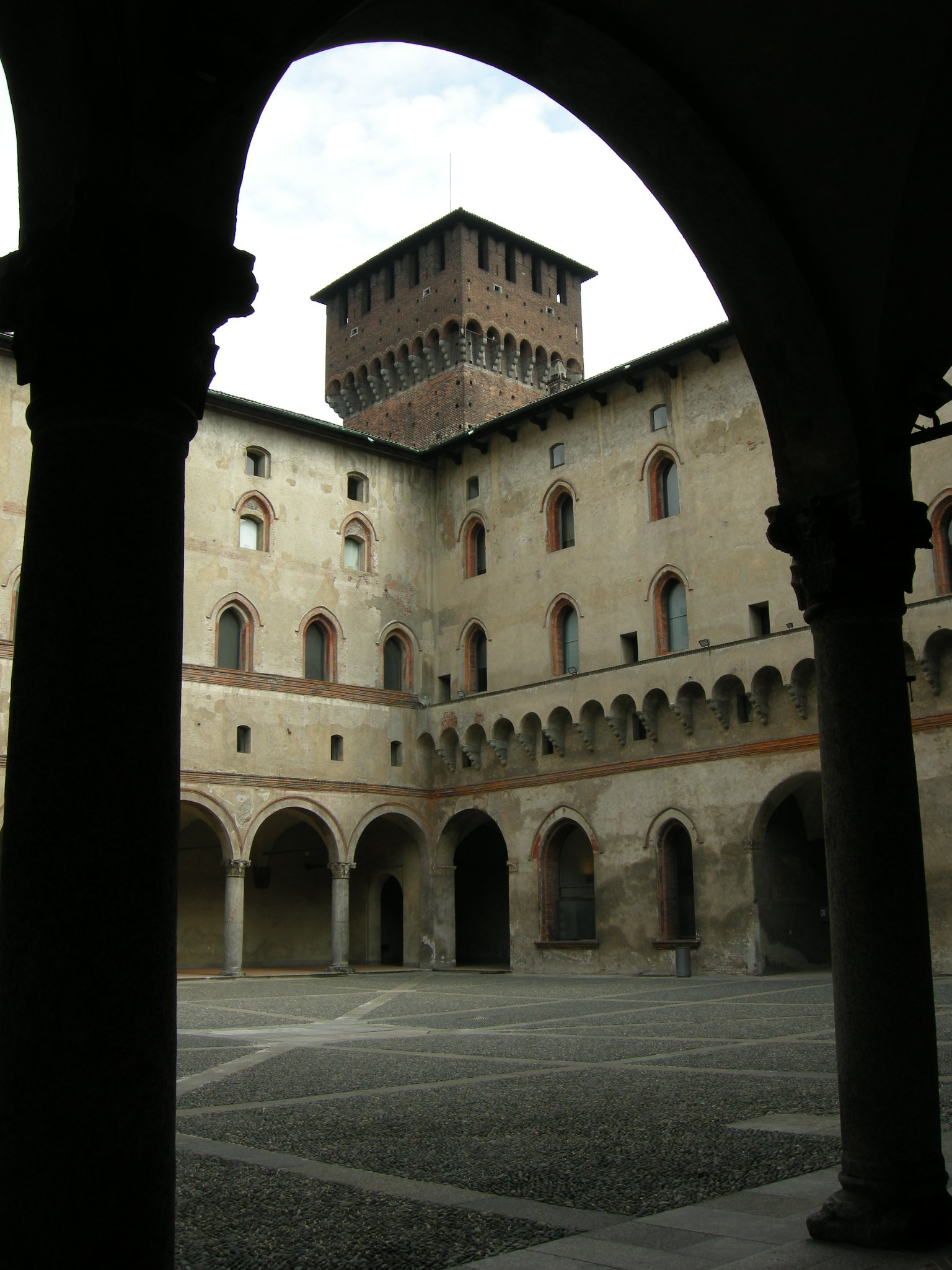
Interno della Rocchetta e la Torre di Bona di Savoia

### La Rocchetta
Presso la statua di San Giovanni Nepomuceno (dal popolino milanese detta San Giovanni né più né meno), una porta introduce al cortile della Corte Ducale, di forma rettangolare e con un porticato sui tre lati. 

Dal lato opposto è la Rocchetta, la parte del castello più inespugnabile nella quale gli Sforza si rifugiavano in caso di emergenza. È costituita da una corte quadrata, con quattro lati dell'altezza di cinque piani. Originariamente aveva un solo ingresso, costituito da un ponte levatoio che scavalca il fossato morto permettendo l'accesso dalla piazza d'armi. Lo stretto passaggio verso la corte ducale fu aperto solo successivamente. I quattro lati della corte non sono uniformi né per stile e decorazione, né per epoca di costruzione. Le prime due cortine a sorgere furono quelle verso l'esterno del castello, e presentano un prospetto omogeneo. Un ampio portico corre a pian terreno sostenuto da colonne in pietra che reggono arcate a tutto sesto, mentre al di sopra si elevano tre ordini di finestre: una prima fascia di piccole aperture rettangolari, seguita da una fascia di ampie monofore ad ogiva ed un'ultima di monofore in scala minore, entrambe con cornici in cotto. Le ultime due ali, aggiunte all'epoca del Moro, presentano prospetti differenti: il lato verso la corte ducale è anch'esso porticato, presenta un quarto ordine di aperture, mentre il lato verso la piazza d'armi, non porticato, è caratterizzato da una fascia di archetti sostenuti da mensole in pietra. 

I recenti restauri hanno portato alla luce le originali decorazioni a graffito dell'intonaco delle facciate, e le cornici ad affresco delle aperture che simulano decorazioni in cotto. Di particolare bellezza sono gli affreschi a motivi decorativi sulle volte, ed i capitelli in pietra.
Fra le decorazioni rinascimentali sono alcuni stemmi con le varie imprese dei Visconti e degli Sforza, fra cui:
- La colombina con il motto “A bon droit” (a buon diritto), attribuita a Francesco Petrarca, che fu ambasciatore di Gian Galeazzo, come augurio di pace e legalità per il ducato.
- Il Morso con il motto “Ich vergies nicht” (io non dimentico), monito a frenare l'impulsività e l'arroganza.
- la Corona ducale attraversata da due rami intrecciati di palma e d'ulivo, simboli di pace e di umiltà, impresa di Filippo Maria Visconti.
- il Veltro legato da una mano divina ad un albero, impresa di Francesco Sforza[28].

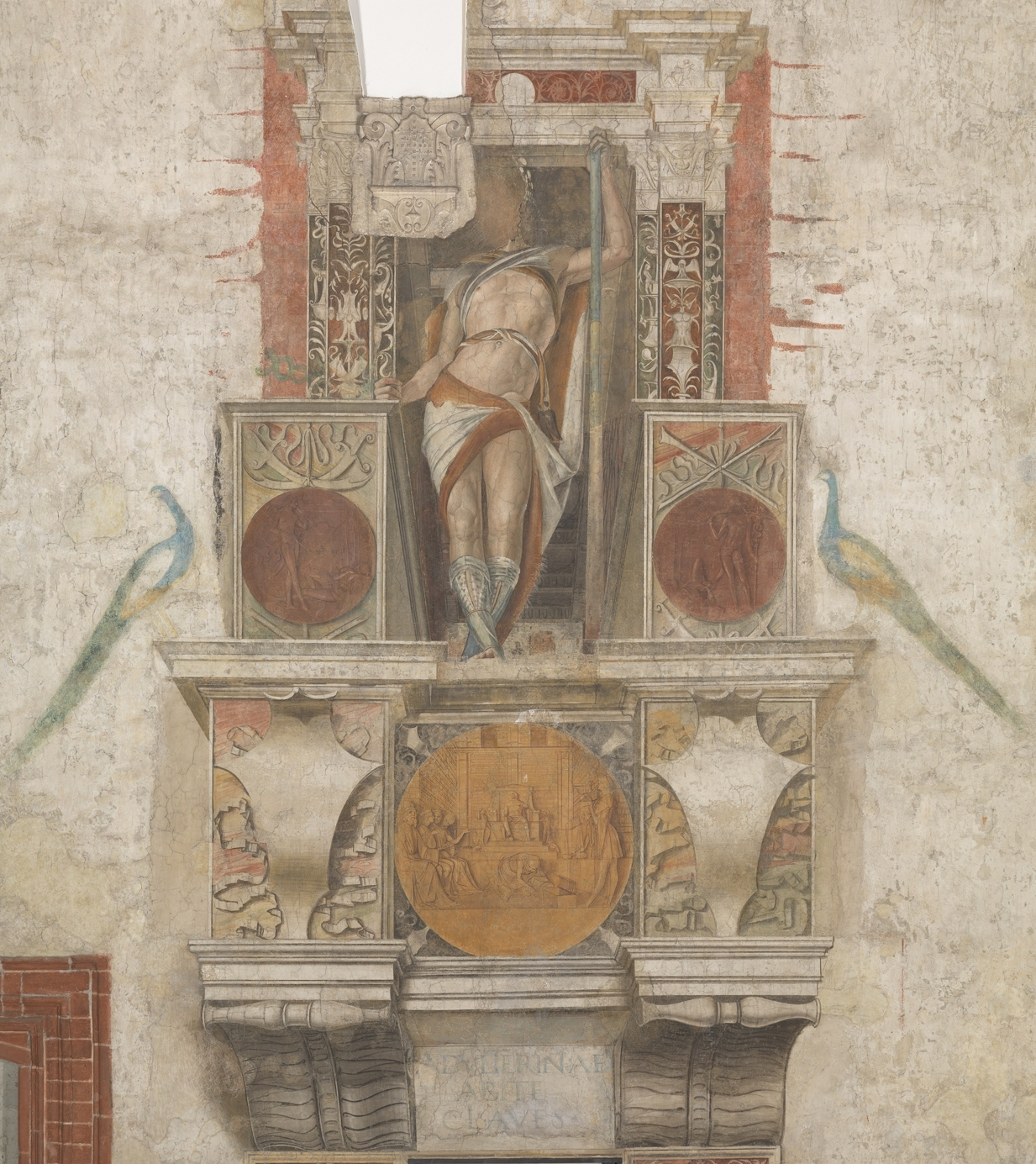
Bramantino, Argo, Sala del Tesoro

La rocchetta è difesa da due torri: La torre di Bona di Savoia, fra la rocchetta e la piazza d'armi, e la torre del tesoro o della Castellana, all'angolo ovest del castello. 

La torre detta di Bona fu costruita nel 1477, durante la reggenza della duchessa piemontese rimasta vedova a seguito dell'assassinio del marito Galeazzo Maria avvenuto il 26 dicembre dell'anno precedente, come è ricordato sul grande stemma in marmo apposto sulla torre. Essa appartiene alle opere di difesa costruite nel periodo di incertezza politica coincidente con il governo di Cicco Simonetta e della duchessa Bona, per conto del figlio Gian Galeazzo di soli sette anni. 

All'angolo opposto, la torre della Castellana. Questa torre fu detta anche del Tesoro in quanto nelle sale al piano terreno veniva appunto custodito il tesoro del ducato, consistente in monete e metalli preziosi, opere di oreficeria e gioielli descritti dagli ambasciatori dell'epoca che ne erano ammessi alla visita. A custodire la sala è un affresco con la figura di Argo, mitologico guardiano che non dormiva mai, chiudendo solo due alla volta dei suoi cento occhi. L'opera rinascimentale, che ha purtroppo perso la testa durante un rifacimento della volta della sala, risale alla fine del quattrocento ed è stata variamente attribuita a Bramante o al suo allievo Bramantino. Il Tesoro ducale era continuamente protetto da guardie pesantemente armate e l'accesso era possibile solo con l'utilizzo di tre chiavi in sequenza: una era tenuta dal duca, una dal castellano e una dal camerlengo.

### La Corte Ducale

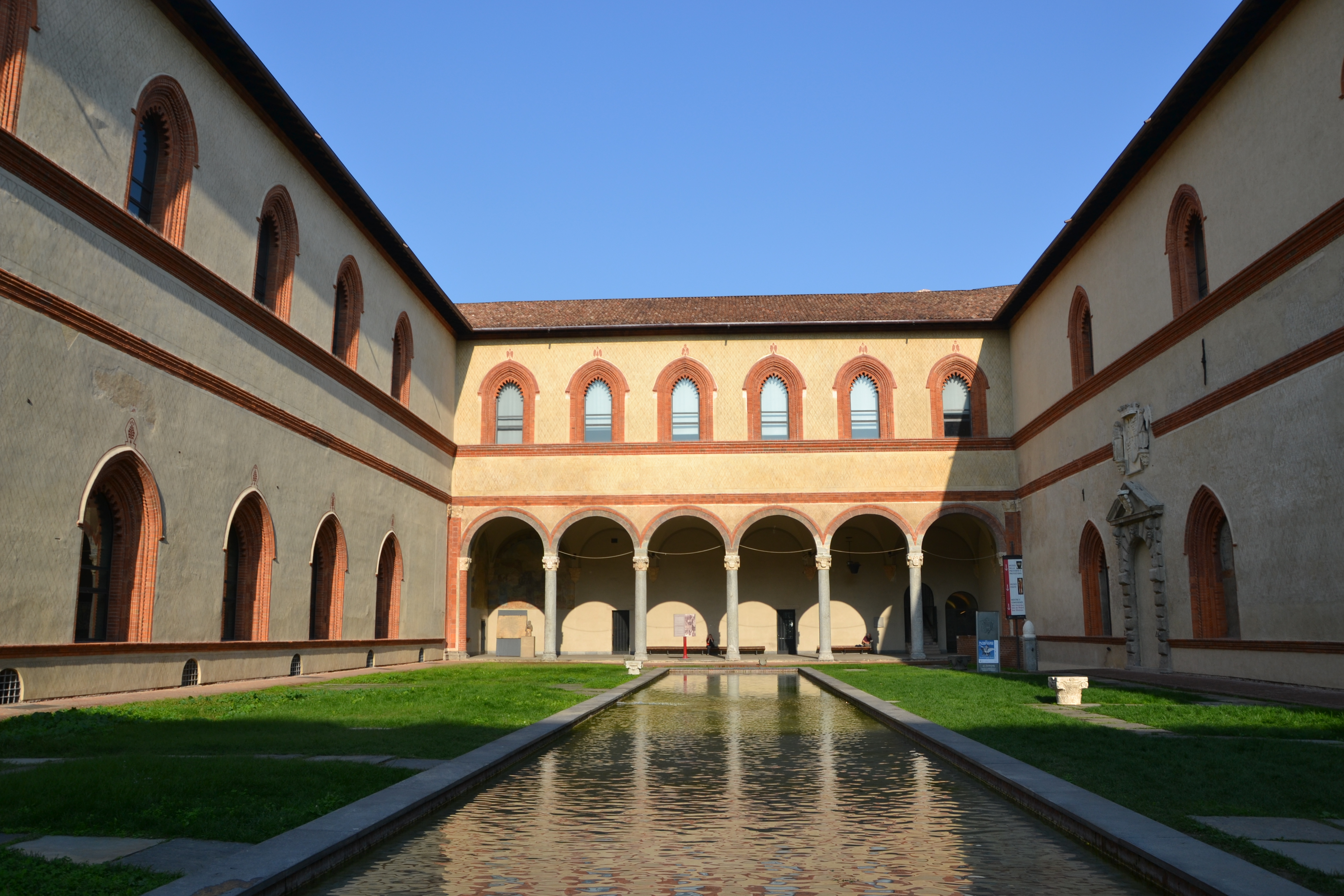
La Corte Ducale

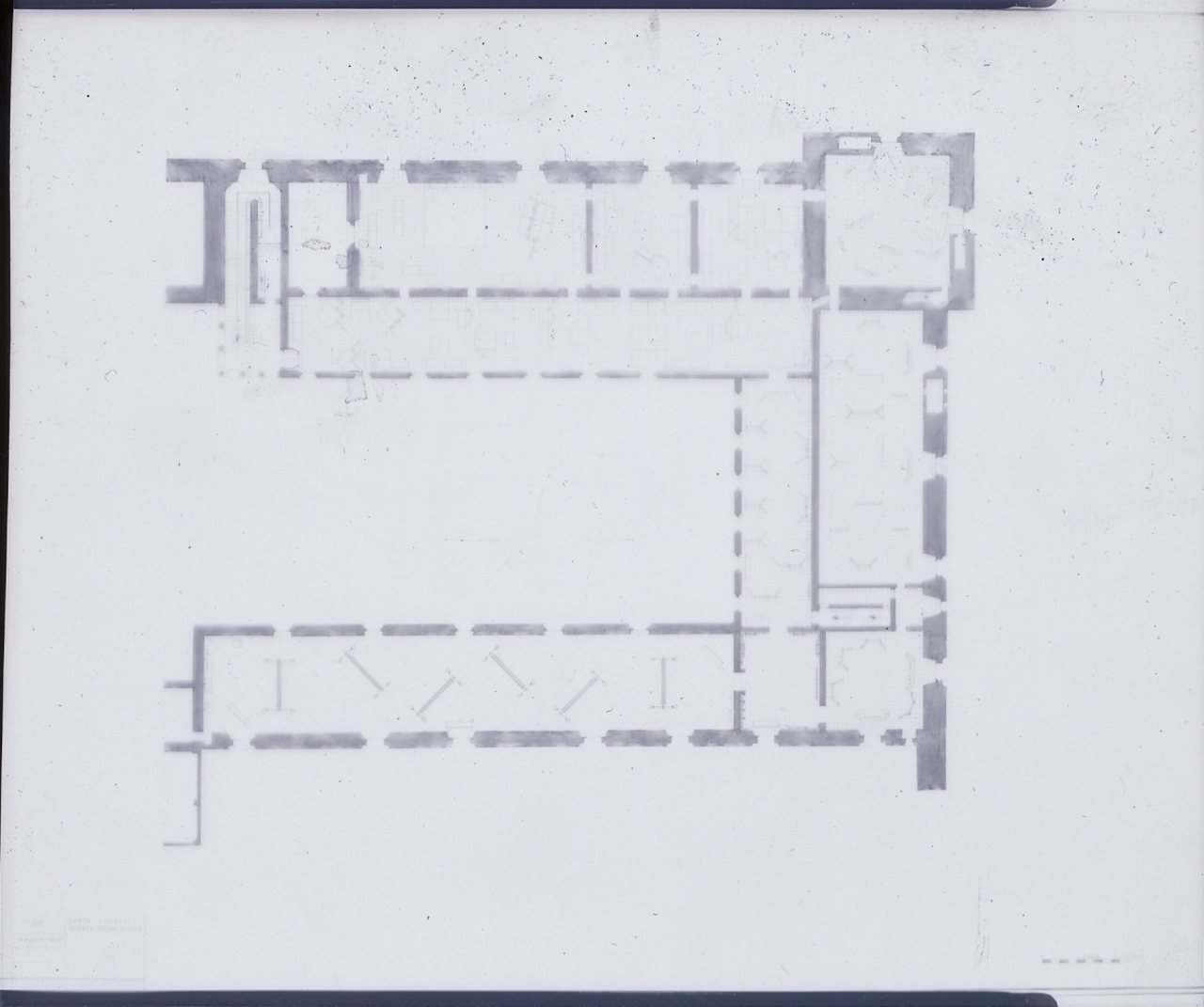
Plamimetria della Corte Ducale

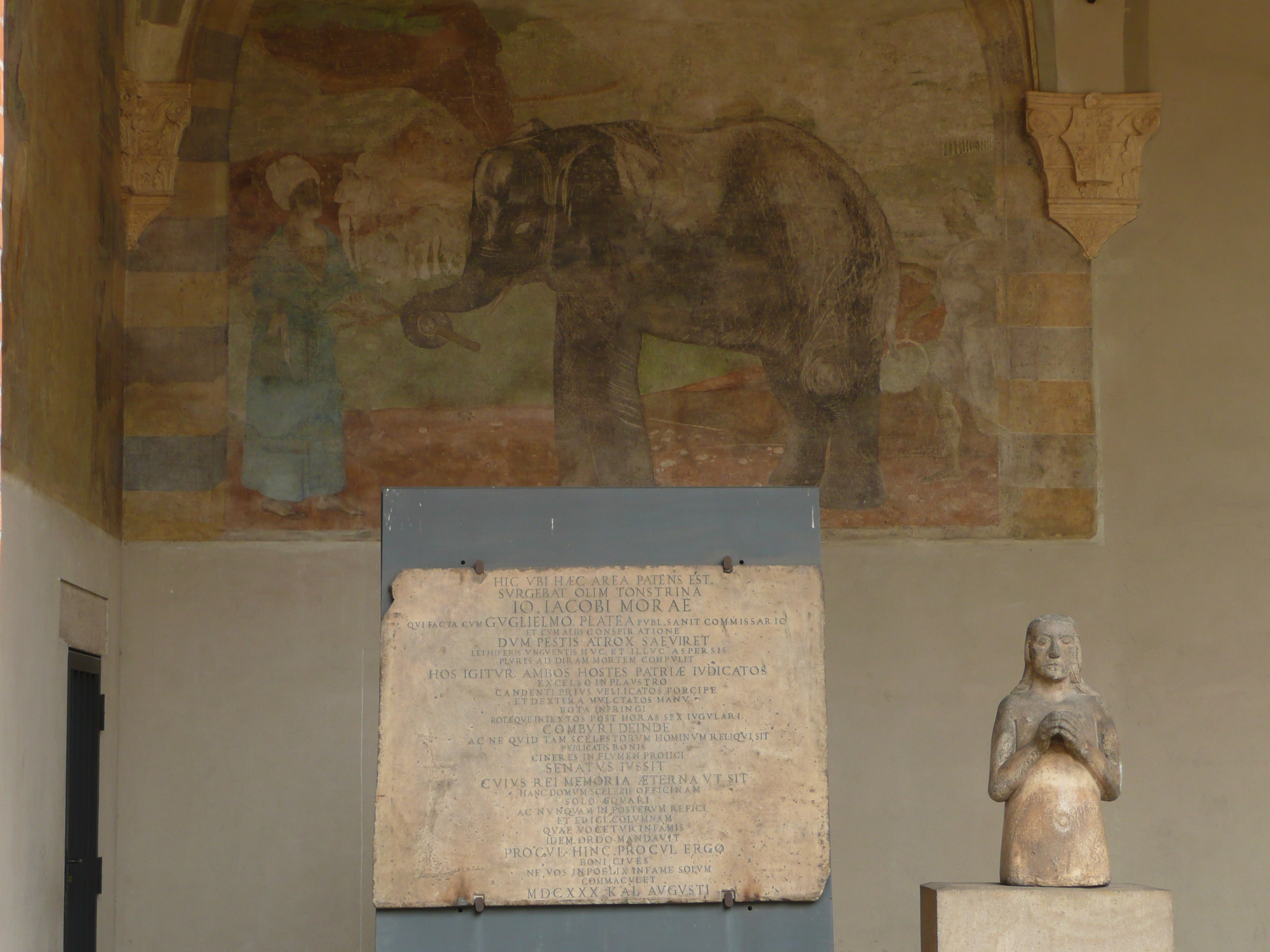
Affresco dell'elefante e lapide della Colonna infame

Gli appartamenti dei Duchi ed il fulcro della vita di corte in epoca rinascimentale erano situati in quella che oggi è detta Corte Ducale. 

La corte ha forma a U e occupa l'area nord del castello. Essa fu edificata e decorata nella seconda metà del Quattrocento principalmente ad opera di Galeazzo Maria Sforza, che qui venne a risiedere dal suo matrimonio con Bona nel 1468 fino alla sua morte, e di Ludovico il Moro che vi risiedette durante tutto il ventennio del suo ducato. 

Benché danneggiata e alterata nei quattro secoli successivi in cui fu trasformata in caserma, i restauri ottocenteschi ne hanno ricostruito l'aspetto e le decorazioni rinascimentali. 

I due lati maggiori del cortile sono rivestiti da un intonaco chiaro con decorazioni a graffio, su cui si aprono sui due piani monofore ad ogiva con cornici in cotto decorate, restaurate sulla base dei calchi delle cornici meglio conservate. 

Il lato di fondo è costituito dal cosiddetto Portico dell'Elefante, armonioso porticato retto da colonne in pietra che ospita uno sbiadito affresco che raffigura animali esotici fra cui un leone e, appunto, un elefante. Sotto il portico è oggi collocata la lapide, in caratteri latini, che sorgeva di fronte alla "Colonna infame" nell'odierna piazza Vetra. La colonna era stata eretta nel 1630 sul luogo della casa di Gian Giacomo Mora, ingiustamente accusato di avere diffuso la peste come "untore", e per questo torturato e giustiziato, come narrato da Alessandro Manzoni nella sua Storia della colonna infame; la colonna fu demolita nel 1778.
Un'ampia scalinata posta a fianco della porta del Barco dà l'accesso al secondo piano. Composta da bassi scalini, così da poter essere percorsa anche a cavallo, conduce alla Loggia di Galeazzo Maria, elegante ambiente retto da sottili colonne, aperto sulla corte. L'architettura della loggia, di gusto rinascimentale, è attribuita all'architetto di formazione toscana Benedetto Ferrini (Sasso Corvaro, 1479), che negli anni settanta del Quattrocento lavorò per il duca Galeazzo Maria. 

Sul muraglione che divide la corte ducale dalla Rocchetta, è una piccola fontanella di gusto rinascimentale decorata con le imprese sforzesche e Viscontee. Un'altra fontana, a doppia vasca, in cotto, si trova nell'omonimo cortiletto, scolpita su modello di un'acquasantiera della collegiata di Bellinzona.

### Rete di gallerie
Leonardo aveva rappresentato una rete di gallerie sotterranee all'interno di alcuni suoi schizzi e del Codice Forster I.
Nel 2024 alcuni di questi sono stati ritrovati grazie a un sistema radar a penetrazione del terreno e a delle scansioni laser. In gran parte inaccessibili, questi antichi tunnel erano usati per scopi militari, ma anche per collegare il castello alla Chiesa di Santa Maria delle Grazie.

## Il Castello nella cultura di massa
Nel settembre 1980, le Poste Italiane dedicarono al Castello Sforzesco un francobollo da 10 lire, facente parte della raccolta nota come "Castelli d’Italia".

## Galleria d'immagini

### Il Castello nel 1885-1890, prima dei restauri di Luca Beltrami

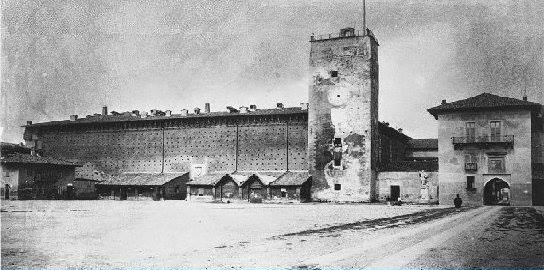
Il cortile del Castello Sforzesco a Milano nel 1850
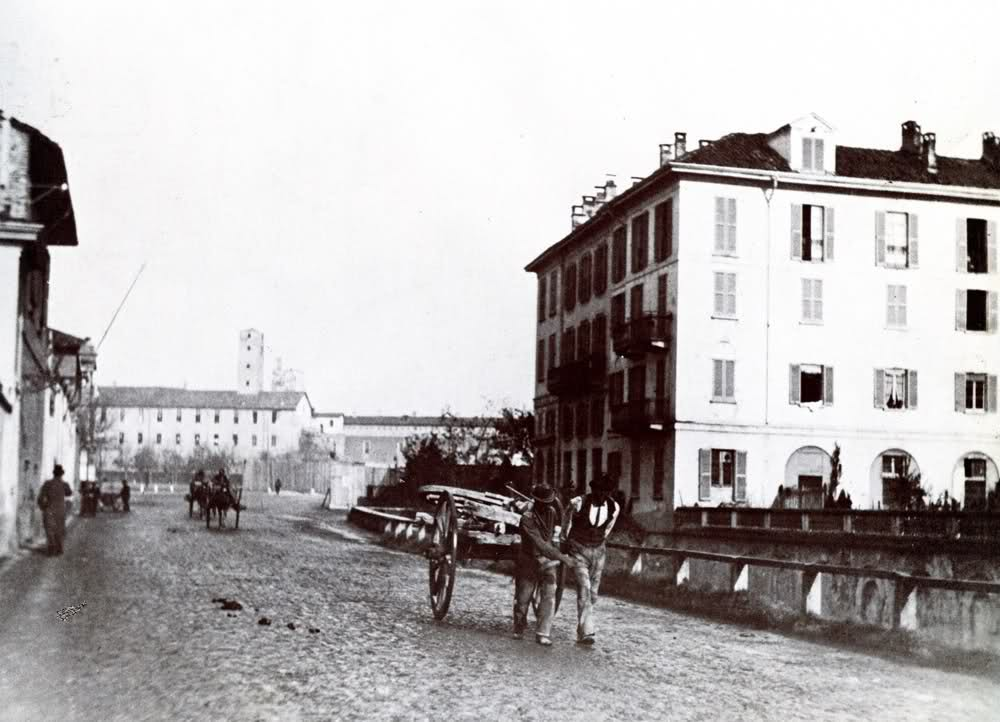
Via San Gerolamo e la Ghirlanda
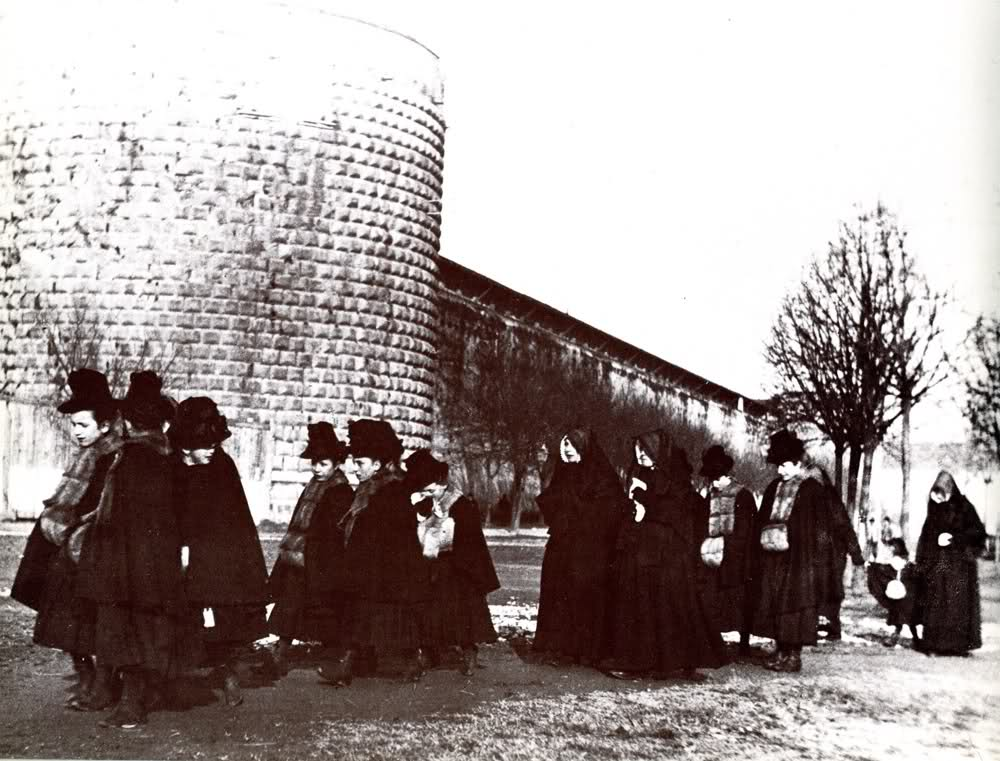
La facciata
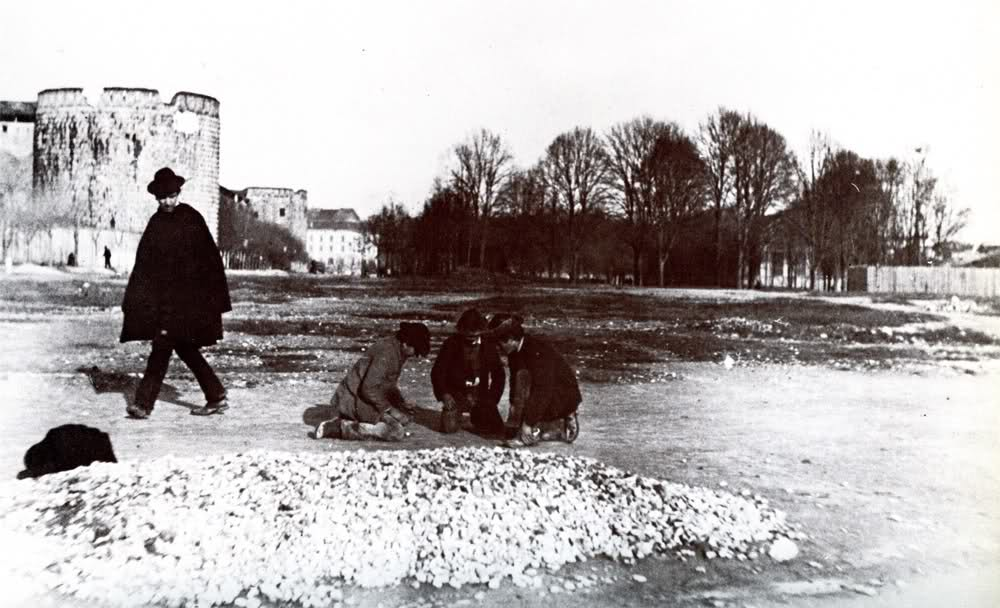
La facciata
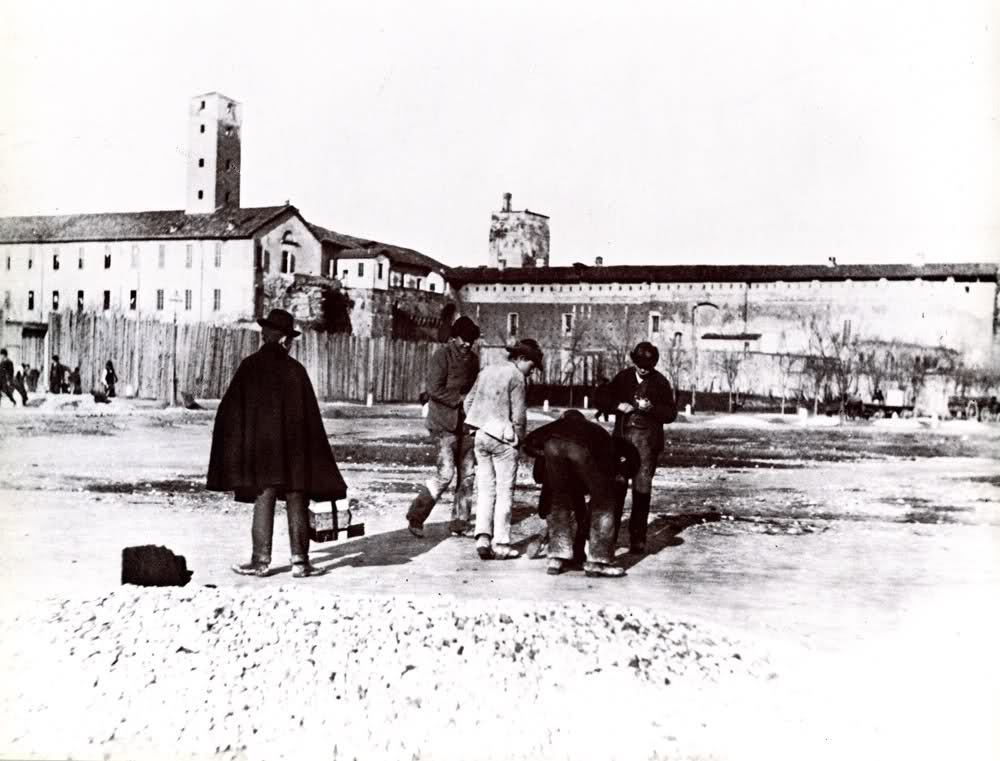
Vita quotidiana attorno alla Ghirlanda
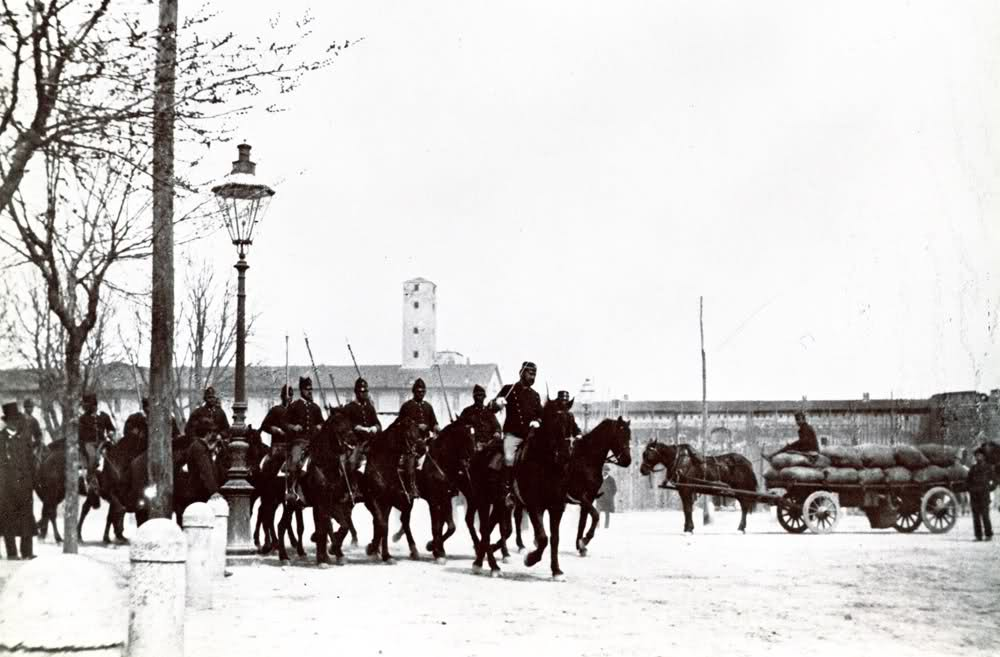
Cavalleria davanti alla Ghirlanda
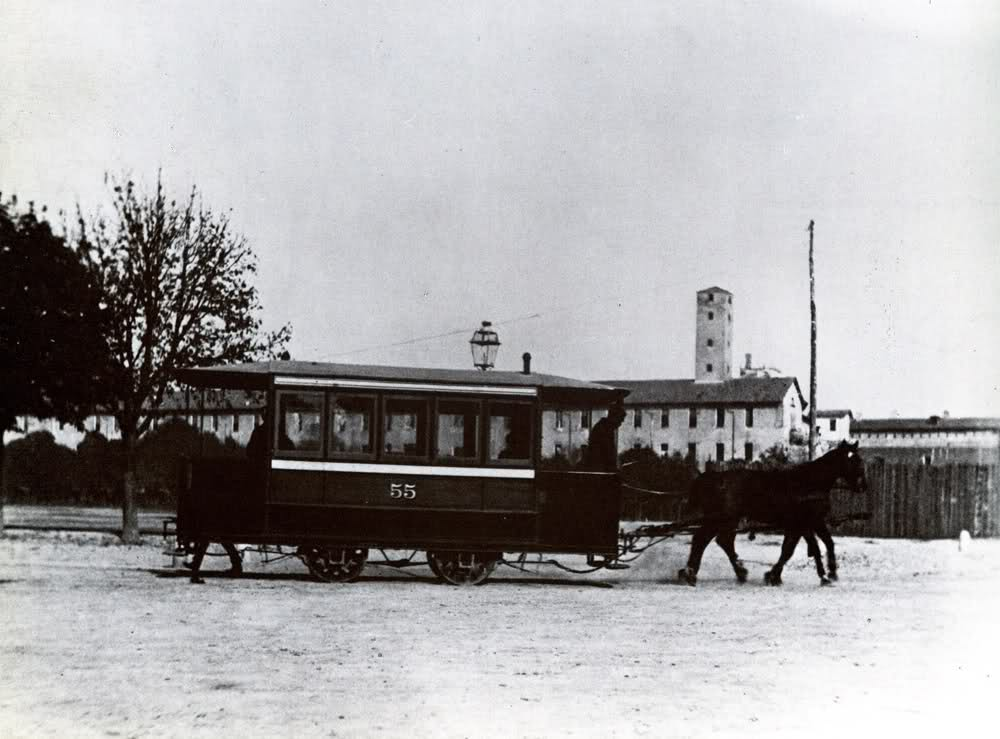
Un tram davanti alla Ghirlanda
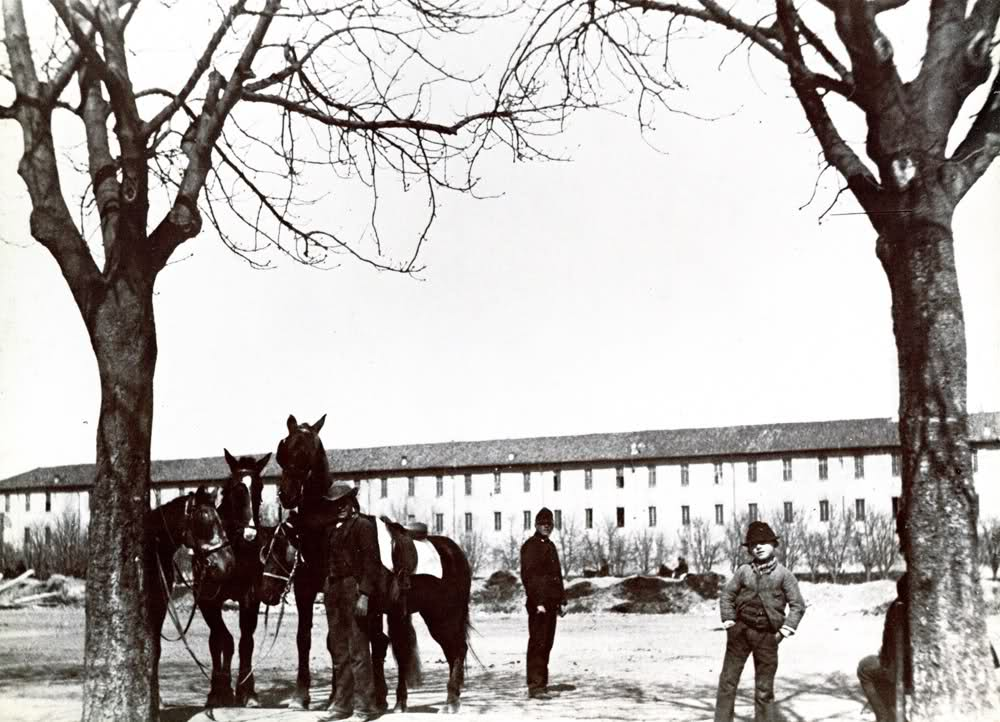
Vita quotidiana attorno alla Ghirlanda
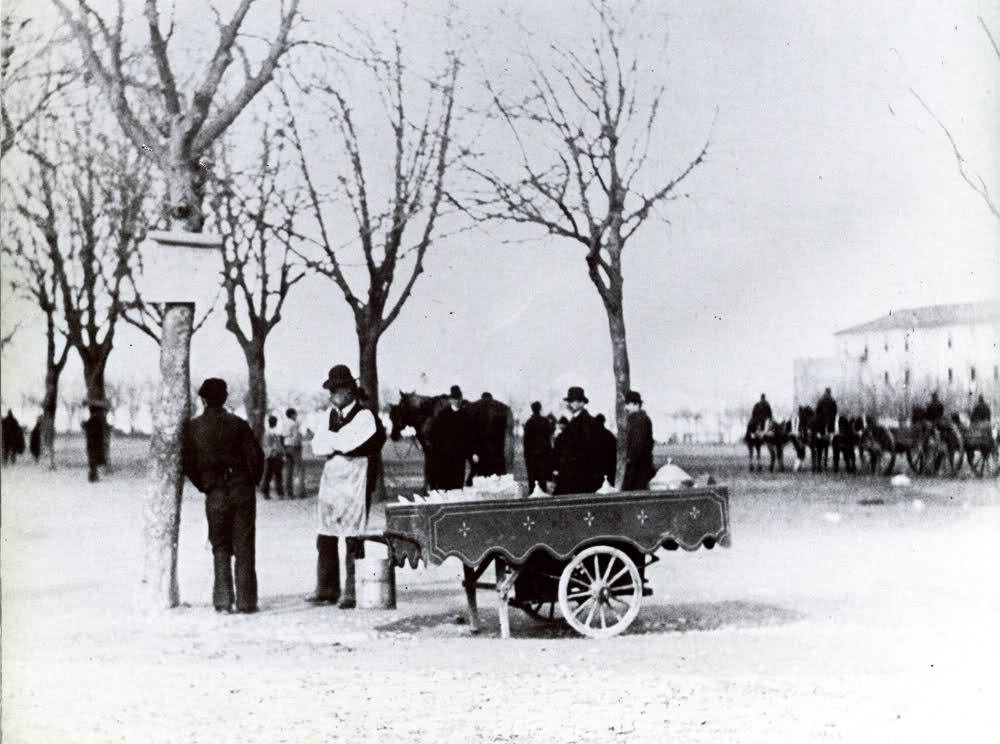
Un venditore di gelati alla Ghirlanda
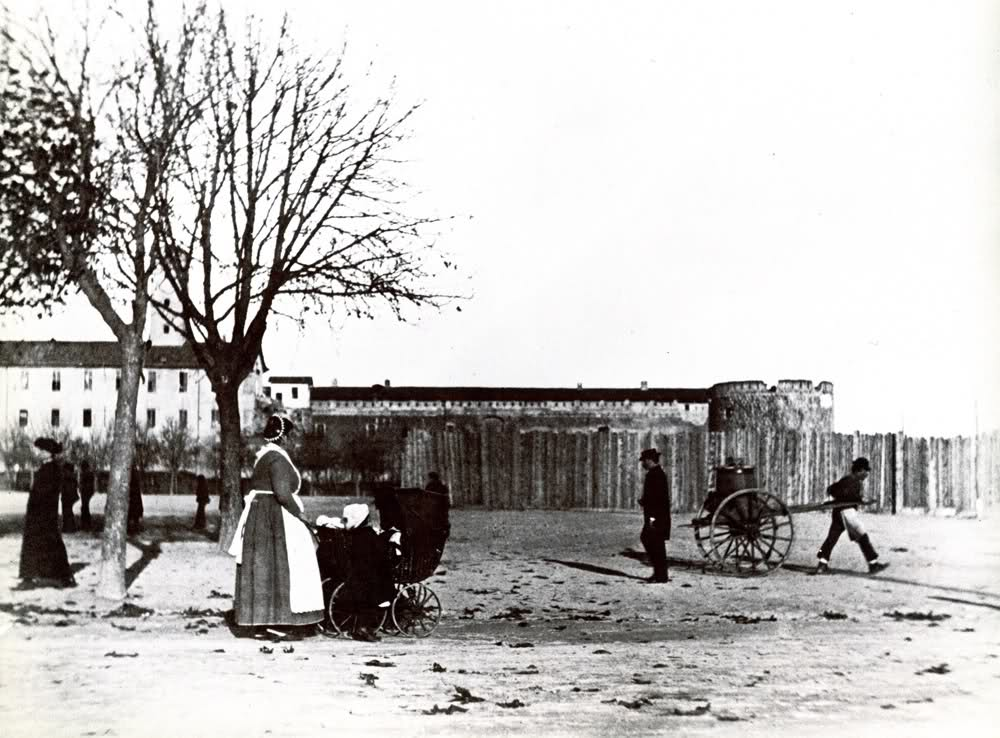
Vita quotidiana attorno alla Ghirlanda
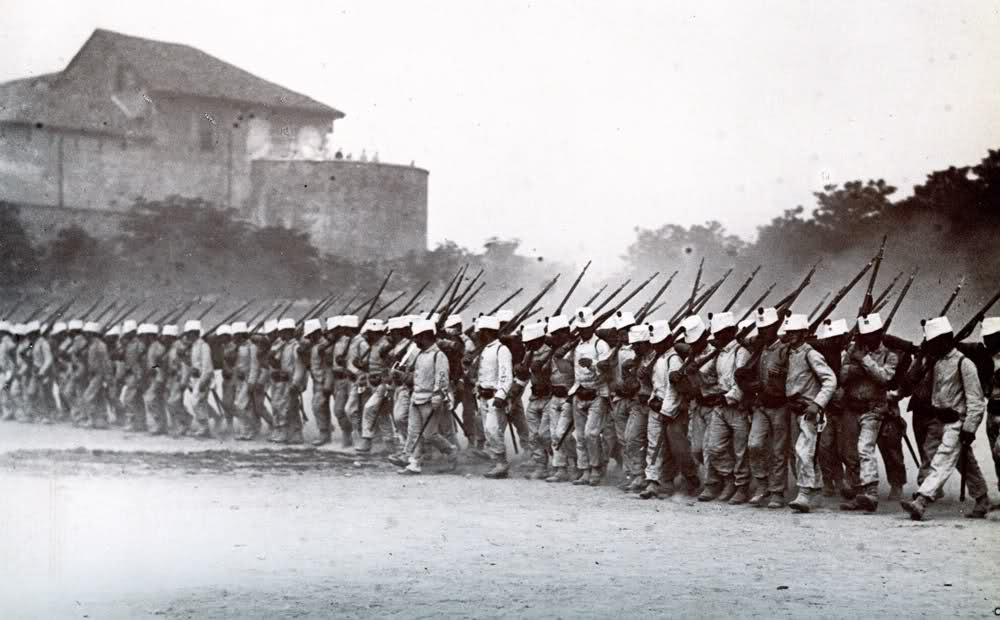
Esercitazioni militari in piazza d'armi
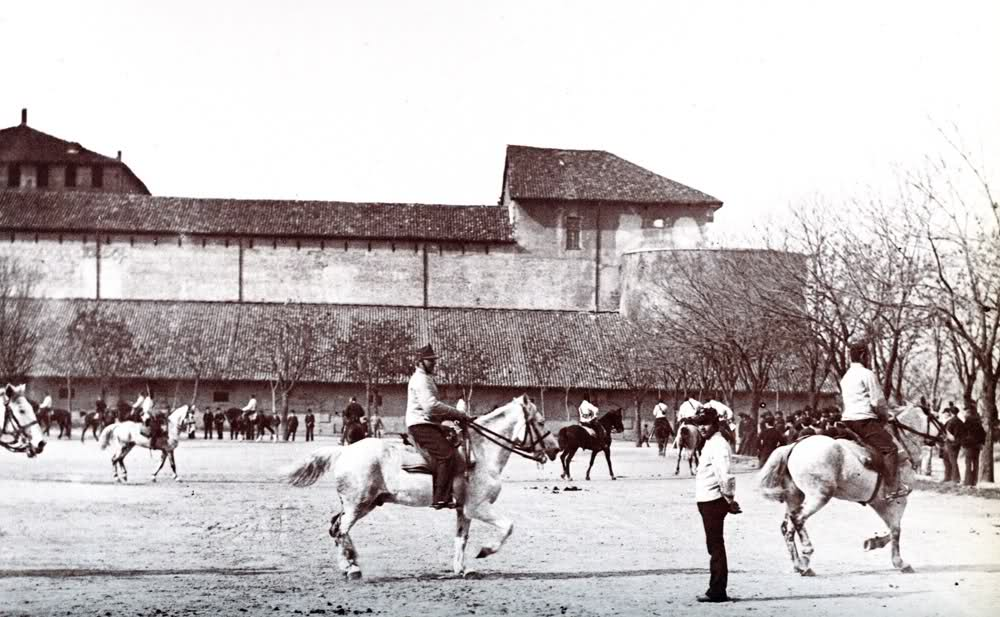
Esercizi equestri in piazza d'armi
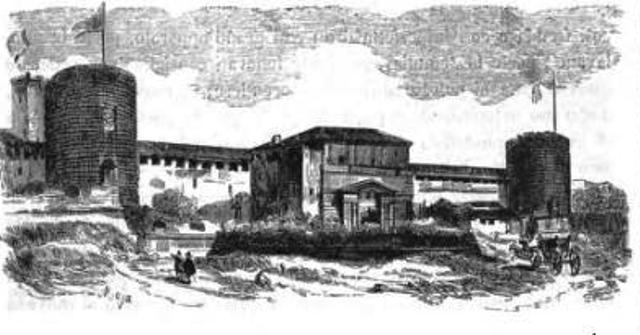
Il castello all'inizio del XVII secolo

### I lavori di restauro di Luca Beltrami

I lavori di restauro di Luca Beltrami
I lavori di restauro di Luca Beltrami

### Esplicative
1. ↑   Gualdo Galeazzo Priorato, Relatione della città, e stato di Milano sotto il governo dell'Eccellentiss. Sig. Don Luigi Guzman Ponze di Leone, 1666,  pp. 9-10. URL consultato il 16 novembre 2019.
«È piantato il castello tra le Porte Vercellina, e Comasina,al tempo antico qui pure era una porta, che si chiamava Porta Giove. È delle prime fortezze d'Europa cinto da sei baloardi reali, e da sei mezzelune, con fosso continuamente ripieno d'acqua ivi sorgente, strade coperte ben disposte, e altri lavori fatti dagli Spagnoli, dopo che questo Stato è pervenuto nelle loro mani. Dietro al recinto de ripari moderni ne segue un altro d'altre grosse mura antico, con due fortissime torri di marmo ai lati construtte dai Duchi di Milano, e capaci di cannone nella loro sommità. Sopra questa muraglia stà un corridore larghissimo, e turro coperto, che gira tutto il castello, provisto di moschettoni a cavaletto, e d'alcuni piccioli pezzetti maneggiabili, dentro vi è poi una gran piazza d'armi, con un stradone tutto salicato di pietre vive, per andar dalli tre corpi di guardia al Palazzo del Castellano, e alla Rocchetta, nella quale vedesi un'altra grossa torre, e in quella le Carceri. Questa è pur cinta da fosso parte asciutto e parte adacquato.

Il Palazzo del Castellano è lo stesso, in cui già abitavano i Duchi di Milano. Si conservano in essa Rocchetta le monitioni da guerra, e da bocca in quantità tale, che possono più anni mantenersi i difensori, vi sono sìa offensive che difensive altre artiglierie continuamente sopra le muraglie, e moltissime di riserva, come d'ogni altro genere d'armi, così offensive come difensive, instrumenti militari d'ogni sorte, materiali per fabricar polvere, e fuochi d'artificio, e fonderia per gittar cannoni, mortari, pettardi, e altro. Dentro vi sono Botteghe de tutti li Artefici, che possono bisognare in un'occorrenza, Speciaria con medicamenti, e medicine, Medici, Cirugici, Hospitale per li amalati, Hosteria, e tre Chiese con loro Sacerdoti, Molini con acqua sorgente, che li muove.
All'intorno per di fuori è la strada coperta incamiciata di piccole pietre, e una larga spianata detta il giardino del Castello tutta recinta da muro, una caccia ivi riservata, e i grani, e fieni di questo s'aspettano al Magistrato Straordinario, che soleva cavarne circa sei milla scudi annui.

Il Presidio di detto Castello è sempre de soldati nationali Spagnuoli, con i loro Capitani, e altri Officiali.
Il Castellano è sempre de primi Cavalieri Spagnuoli di nascita e d'esperienza militare. Il governo di detto presidio è de maggiori, e di più stretta confidenza, che dia S.M. Cattolica, e in assenza del Governatore egli ha il commando dell'armi. In quest'anno 1666 si trova Castellano il Maestro di Campo Generale Don Baltessar Marcadero Cavaliere dell'Ordine di Christo, di longa esperienza nelle guerre di Fiandra, e d'Italia, dove ha degnamente esercitate le cariche principali e particolarmente fu Castellano della importantissima Cittadella d'Anversa, e Maestro di Campo Generale delli Eserciti di S.M.C. in Italia, e havendo dati abbondantissimi saggi del suo valore, e della sua intelligenza in tutte le occasioni, come si vede distintamente nell'Historia universale: è stato perciò da S.M. conosciuto degno di questa cospicua dignità tanto confidente. Egli è al maggior segno compito, cortese, soave, e generoso, e però da tutti amato e con gra stima riverito.»

### Bibliografiche
1. ↑  Sito Campanologia.org
2. ↑  Maria Teresa Fiorio, Il Castello Sforzesco di Milano, Skira editore, Milano, 2005
3. 1 2 3  Guida Milano, Touring Club Italiano, 1985, p. 436.
4. ↑   Il Castello Sforzesco: tre curiosità sul simbolo di Milano, su ilgiorno.it. URL consultato il 28 settembre 2023.
5. 1 2  Contino, Castello Sforzesco.
6. ↑   Milano dal III secolo d.C. al XIII secolo d.C., su milanoneisecoli.blogspot.com. URL consultato il 30 luglio 2018.
7. ↑   101 tesori nascosti di Milano da vedere almeno una volta nella vita, di Gian Luca Margheriti, su books.google.it. URL consultato il 18 giugno 2018.
8. 1 2  Colombo, p. 51.
9. ↑  Guida Milano, Touring Club Italiano, 1985, pp. 438, 440.
10. ↑  "Il ducato di Milano in età spagnola", I.S.A.L.
11. ↑  Beltrami, Il Castello di Milano, cap. II, pp. 66-67
12. ↑  Beltrami, Il Castello di Milano, cap. II, pp. 72-75
13. ↑  Beltrami, Il Castello di Milano, cap. II, p. 87
14. ↑  Beltrami, Il Castello di Milano, cap. II, pp. 108-114
15. 1 2  Guida Milano, Touring Club Italiano, 1985, p. 438.
16. ↑  Beltrami, Mayno, p. 11.
17. ↑  Beltrami, Mayno, pp. 12–13.
18. ↑  Guida Milano, Touring Club Italiano, 1985, p. 439.
19. ↑  Elaborazione nostra sulla mappa, op. cit.
20. ↑  Francesco Guasco - marchese di Bisio - FAMIGLIA MORELLI - Marchesi di Ticineto e Conti di Popolo - Estratto dal Vol. XI - delle TAVOLE GENEALOGICHE DI FAMIGLIE NOBILI ALESSANDRINE E MONFERRINE - e Vol. II delle Famiglie Nobili Monferrine - Opera postuma riveduta e pubblicata dal figlio Emilio
21. ↑   La torre del Filarete, su milanocastello.it. URL consultato il 9 gennaio 2021.
22. ↑  Madonna Lia del pittore leonardesco Francesco Napoletano
23. ↑  Maria Teresa Fiorio, La scultura al Museo d'arte antica del Castello Sforzesco di Milano, Skira editore, Milano, 2010
24. 1 2  Atra in fine suo fiunt omnia qual intra mortales felicitatem habuisse videntur. ( Antonio Monti e Paolo Arrigoni, La vita nel Castello Sforzesco attraverso i tempi, Antonio Cordani S. A., 1931,  p. 131.)
25. ↑   Ribaudo, Robert
Pagina, lombardiabeniculturali, architetture, schede, su lombardiabeniculturali.it.
26. ↑   Ribaudo Robert, Lombardiabeniculturali, architetture, schede, su lombardiabeniculturali.it.
27. ↑  Un museo a cielo aperto, a cura di Laura Basso e Giulia Soravia,

2017
28. ↑   Le “imprese” Visconti-Sforza di Franca Guerreri, su storiadimilano.it. URL consultato il 1º aprile 2014.
29. ↑  Un museo a cielo aperto, a cura di Laura Basso e Giulia Soravia, 2017
30. ↑   Lo schizzo di Leonardo da Vinci cha portato ai tunnel segreti del Castello Sforzesco di Milano, su ELLE Decor, 7 febbraio 2025. URL consultato il 10 febbraio 2025.
31. ↑  (EN) Archaeologists Followed a Sketch by Leonardo da Vinci. It Led to Secret Tunnels Under an Ancient Castle., su Popular Mechanics, 29 gennaio 2025. URL consultato il 10 febbraio 2025.